# Gravhögar i Europa

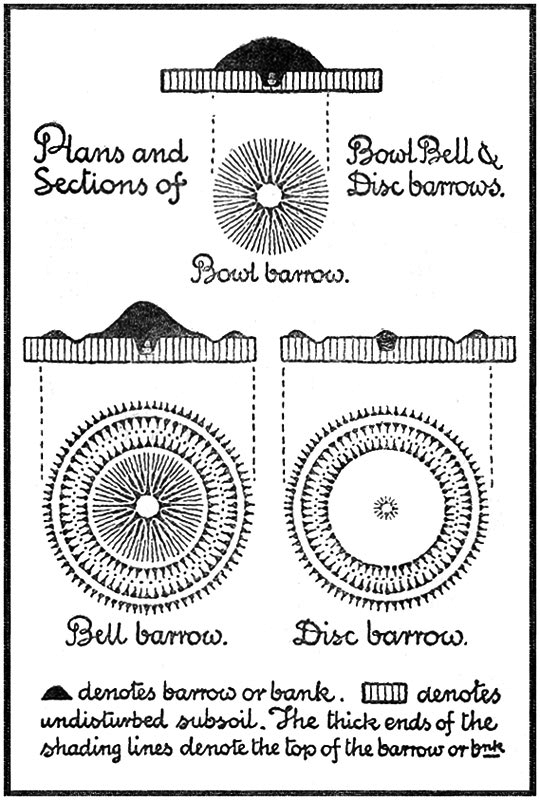
Olika typer av högar från bronsålder i England enligt "Stonehenge Today and Yesterday".

Gravhögar i Europa uppfördes under yngre stenålder, bronsålder och järnålder. Under neolitikum anlades högarna som övertäckning av megalitiska gravkammare av typen långhögar, dösar och gånggrifter. Under kopparålder och tidig bronsålder i Ryssland utvecklades traditionen att begrava i så kallade kurganer. Denna utveckling började i Samarakulturen med enskilda gravar eller små grupper, ibland täckta med sten. I Chvalynskkulturen hittar man gruppgravar. Många kurganstelar har hittats på och runt kurganerna. Den snörkeramiska kulturen var starkt influerad av stäppkulturerna i södra Ryssland, såsom gravodlingskulturen. Dessa förde med sig ett nytt sätt att leva med större betoning på personlig status och individuella gravar, som täcktes av en gravhög, åtminstone för personer med prestige. Enligt Kurganhypotesen, uppkallad efter det östslaviska namnet för gravhögar, förde de också med sig de indoeuropeiska språken till Central- och Västeuropa.
Under kopparåldern var klockbägarkulturen en dominerande västeuropeisk kultur, med anmärkningsvärt rika gravar för perioden. Människor begravdes ofta i en grop, och sedan restes en kulle över graven. Högarna försågs ofta med en eller flera kransar av pålar runt foten av högen. Karsten Wentink har forskat om gravgåvors roll och relaterar orienteringen av gravhögar från klockbägarkulturen till soluppgången under året, som avbildas med de två horisonterna på Himmelsskivan i Nebra. Denna skiva är från en senare period än gravhögarna själva. Gravhögarna från mellersta och yngre bronsåldern är uppbyggda på olika sätt med ringvallar. Denna typ av gravhögar kännetecknas av en hög i mitten, omgiven av ett dike som sedan är omgivet av en ringformad vall av jord. I gravhögar från äldre bronsålder fanns ibland en gravkammare av stenar. Under bronsåldern begravdes de döda ibland i en urholkad trädstam, ofta i ekkistor. Under mellersta bronsåldern utvecklas den så kallade höggravskulturen (Hügelgräberkultur) i Centraleuropa.
Under början av den europeiska järnåldern utvecklades ett starkt skytiskt inflytande från Centralasien, vilket märks i fynden från thraker och kimmerier över en stor del av Europa. Skyterna gjorde många ofta mycket stora gravhögar i Östeuropa och Centralasien. I Altajrepubliken hittades 1993 den så kallade Ukkok-prinsessans grav i en kurgan från den skytiska Pazyryk-kulturen. Den starka skytiska kulturen påverkade Hallstattkulturen, som också kännetecknas av stora gravhögar och där några har ett kärnröse. Gravarna är försedda med många gravgåvor såsom vapen, redskap och i vissa fall stora hinkar av brons (situlae); ibland användes dessa som begravningskärl för askan vid kremationer. Den keltiska kulturen hade vagngravar, ofta i stora gravhögarna i Hallstatts kärnområde i södra Tyskland och östra Frankrike.

## Olika länder

### Albanien och Bosnien och Hercegovina

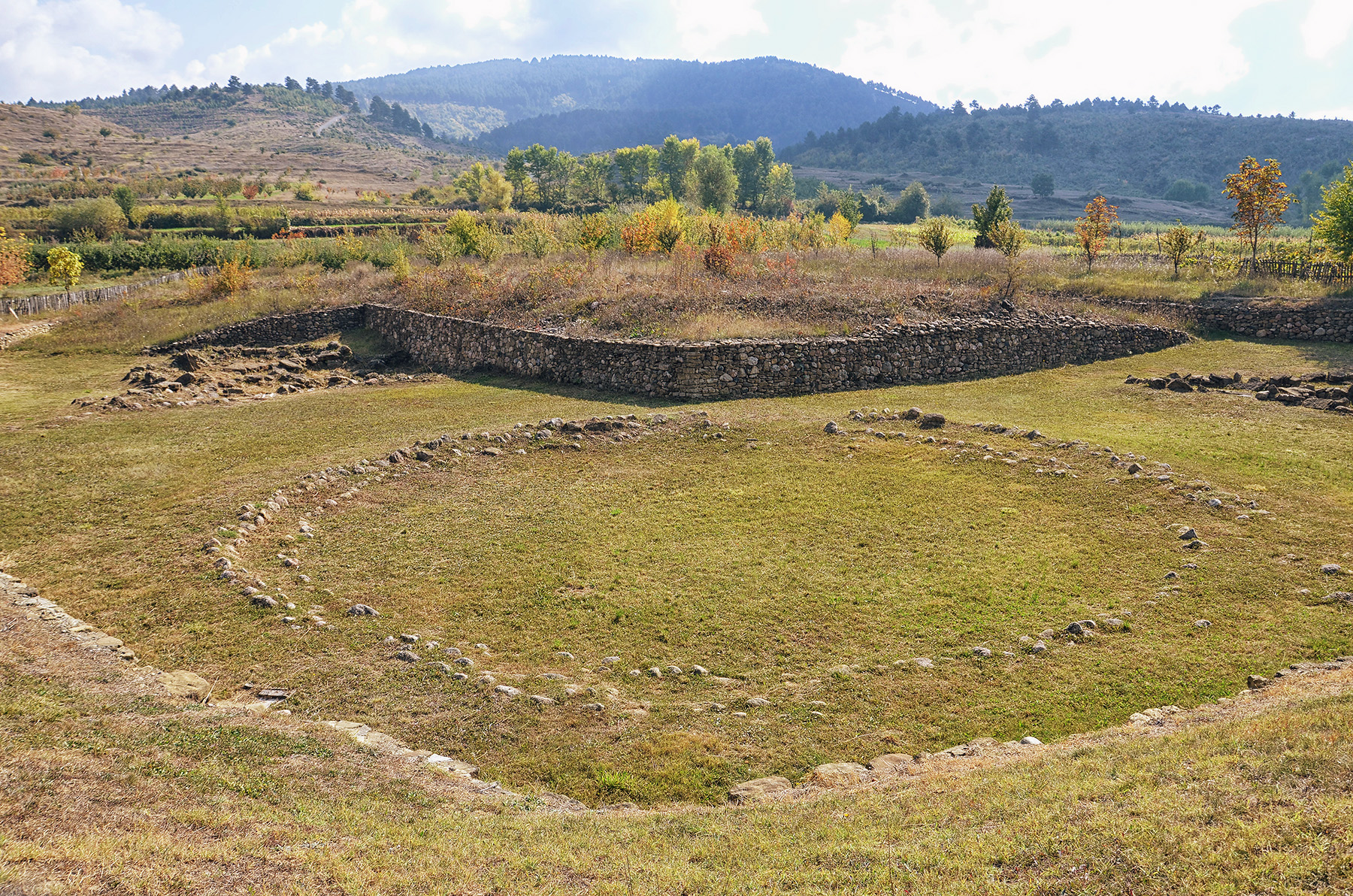
Den första graven i Kamenicëhögarna.

Gravhögar var den vanligaste typen av förhistoriska gravmonument spridda över hela Albanien. Några välkända lokala högar är Kamenicahögen, Lofkëndhögen och Pazhokhögen. Mer än 50 gravhögar är kända i Kupres. Mannen från Kupres, ett skelett som hittades i en gravhög, har uppskattats vara mer än 3000 år gammalt och det förvaras i Gorica museum i Livno. Glasinac är en typboplats för Glasinac-kulturen som hade gravhögar som sin form av gravar. Kulturen dominerade ett stort område i Albanien, Kosovo, Montenegro, sydöstra Bosnien och Hercgovina och västra Serbien. Under brons- och järnåldern begravde kulturen sina döda i högar.

### Belgien

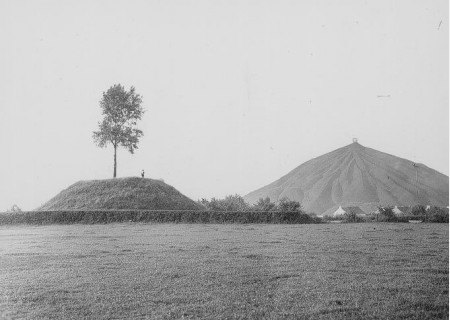
Le tumulus de Marcinelle vittnar om gallo-romersk närvaro.

Gravhögar i Belgien användes under en lång tidsperiod, från yngre stenålder till romartiden.
I kommunen Hamont-Achel i norra Limburg i Belgien finns två gravfält i skogsområdet mellan byarna Achel och Hamont. De äldsta gravhögarna är från bronsåldern och finns i Haarterheide på Boskerkhofweg. De är daterade till mellan 1800 och 800 f.Kr. På platsen fanns 4 gravhögar varav flera hade mer än en grav. Ofta användes de för nya begravningar i hundratals år. Gravhögarna på Grote Haart kallas Urnenveld Pastoorsbos. Det är en grupp av åtta gravhögar från järnåldern mellan 800 och 600 f.Kr. Under utgrävningar 1962–1964 hittades urnor och keramik av Belgiens nationella utgrävningsservice. Fynden är utlånade till det kommunala Grevenbroek-museet. Några rester av de begravda bisattes i en grop. En så kallad nyckelhålsformad grav (se skiss nedan under Tyskland) i nordöstra delen hittades alldeles intill vägen.
Ronse är en kommun i den belgiska provinsen Östflandern. Först under den neolitiska eran etablerades en permanent bosättning i Ronse, baserad på jordbruk och boskap. Åren 1836 och 1875 upptäcktes gravhögar från tidiga och mellersta bronsåldern. Två högar hade urnor med brandgravar nedsatta i en gravkammare byggd av lokal sandsten. Sjutton gravhögar har upptäckts i området.
Kattenbosserheide är ett naturreservat söder om byn Kattenbos och norr om Gelderhorsten. Området är planterat med skotsk tall, med en bevarad hedmark. Inom området har gravhögar från urnefältskulturen hittats. De utgrävda föremålen från högarna finns i Museum Ons Erfgoed i Lommel.
Vägen som idag kallas Via Belgica byggdes omkring 10 f.Kr. av romarna, även om delar av redan tidigare kan ha varit en keltisk handelsväg. Denna tolkning stärks av placeringen av gravhögar från bronsåldern och järnåldern utmed vägen. Julius Caesar attackerade Belgae 57 f.Kr. troligen följde han då denna väg. Den gamla vägen var inte bara ekonomiskt viktig för kelterna, utan senare för de romerska legionernas rörelse och deras försörjning med förnödenheter. Den äldsta staden i Belgien, Tongeren, ligger utmed vägen. Vägens slutpunkt var i Köln som var en viktig stad vid Rhengränsen. Romerska villor, bosättningar och gravhögar byggdes längs vägen. Längs Via Belgica har många gravhögar från bronsåldern, järnåldern och romartiden hittats. Många gravhögar har bevarats i Belgien sedan romartiden. Den största koncentrationen av gravhögar från denna tid ligger på båda sidor av den romerska vägen från Bavay via Tongeren till Köln. Vissa högar har grävts ut och blivit rekonstruerats som högar i till exempek Trou de Billemont, medan andra platser har förlorat sina högar. Under andra århundradet e.Kr. uppfördes mer än 150 gravhögar inom det romerska Civitas Tungrorum. Civitas Tungrorum var ett romerskt administrativt distrikt i det som på 2000-talet är östra Belgien och södra Nederländerna. I början av Romarriket låg distriktet i provinsen Gallia Belgica, men det anslöts senare till provinsen Germania Inferior. Dess huvudstad var Aduatuca Tungrorum, nu Tongeren. Ett bra exempel på denna typ av högar är Drie Tommen, högar i Tienen i flamländska Brabant, som visade sig innehålla viktiga konstskatter under utgrävningen 1894.
Spår från den gallo-romerska tiden är flera i Avernas-le-Bauduin och arkeologer har hittat rester av ett befäst läger med en yta på cirka en hektar. Gravhögar väster om byn Avernas undersöktes på 1800-talet utan att ge några viktigare fynd. Utgrävningar av en andra gravhög, nu jämnad med marken, gav några föremål. Den låg vid korsningen av de gamla vägarna till Hannut och Thisnes. Det finns många bevis på romersk närvaro i de omgivande regionerna, med det finns inga spår i Linden. Gravhögen Avernas-le-Bauduin vid rue de la Tombe är 8 meter hög och har en omkrets på 100 meter. Utgrävningar gjordes i mitten av 1800-talet, men utgrävarna stötte snart på en mur som bestod av råa flintblock och var mycket hårt murad, så utgrävningen övergavs. Gravhögen klassificerades som ett monument genom dekret av den 29 mars 1976. De sju så kallade romerska gravhögarna i Loobos mellan Linden och Pellenberg kan ha ett ursprung före romartiden. I Auderghem har gravhögar hittats Mespelare från tiden före romarna.
I Ravels, i den belgiska provinsen Antwerpen, är de äldsta kända fornlämningarna ett gravfält med cirka 16 gravhögar från tidiga och mellersta järnåldern (700–250 f.Kr.). Gravfältet heter Het Heike och där fanns ursprungligen minst 27 gravar. Gravfältet användes från sen bronsålder till tidig järnålder (1100–475/450 f.Kr.). I enlighet med den vanliga ritualerna kremerades de döda, varefter resterna begravdes i en gravhög eller i flatmarksgrav i en urna ofta av lergods. Gravgåvor är sällsynta. De upphittade urnorna var av Harpstedt-keramik, som är typisk för den tidiga järnåldern i Belgien. Gravhögarna hade en diameter på fem till sex meter. Några av flatmarksgravarna saknade inte anläggningar ovan mark. Några hade ett omgivande cirkulärt dike eller en krans av pålar. Gravfältet bestod av 27 gravmonument varav 16 högar och 11 flatmarksgravar. Av gravhögarna var tre utan kantstruktur, 10 hade en cirkulär kantränna och 3 hade en tät krans av stolpar. Av flatmarksgravarna hade fem en liten kantränna och sex hade ingen kantstruktur. 12 av gravhögarna restaurerades på platsen.
Kungagraven och ringvallhögen är en fornminne i kommunen Leuven i den belgiska provinsen flamländska Brabant. Platsen består av en större gravhög och en intilliggande lämning med en kulle omgiven av en ringformad vall. Ringvallskullen består av en vall med en diameter på cirka 36 meter och en kulle inom den med cirka 22 meter i diameter. Anläggningen är karakteristiskt för den äldsta delen av den tidiga bronsåldern, vanligtvis förknippad med Hilversum keramik från perioden cirka 1700-1100 f.Kr.
Fem gravhögar har hittills hittats i Meerdaalskogen från gallo-romersk tid (för 2000 till 1600 år sedan). Högarna är vanligtvis placerade längs ett brett dike som en gång fungerade som väg, en så kallad hålväg, som heter Tiense-spåret. I Heverleebos har inte en enda gallo-romersk gravhög bevarats, även om några har rapporterats. Ett exempel på en bevarad dubbel gravhög finns nära skärningspunkten mellan Walendreef och Grezweg och drar till sig uppmärksamhet. Denna har länge varit känd som Het Fort (fortet) på grund av gravarnas storlek: två gravhögar 3 meter höga och med en diameter på 14 meter, förbundna med en vall av 11 meters bredd, 8 meters längd och 2 meters hög. I en av högarna fann man brända ben, kannor och en urna. Den andra högen var plundrad, men innehöll ett bronsmynt från Neros tid (för att betala Styx färjemann), en nål och några flaskor av blått glas. Ett sådant inventarium tyder på gravar för relativt rika människor.
Gravhögarna i Sonianskogen är två förhistoriska gravhögar i den belgiska kommunen Watermael-Boitsfort i Brysselregionen. Gravhögarna ligger sydväst om Boitsfort i Sonianskogen vid korsningen av Tumuliweg med Twee Bergenweg. De äldsta lämningarna i Sonianskogen anlades under neolitisk tid. Gravhögarna är inte exakt daterade men de är troligen neolitiska liksom vallarna i närheten, men de kan också vara avsevärt yngre och dateras till romartiden.

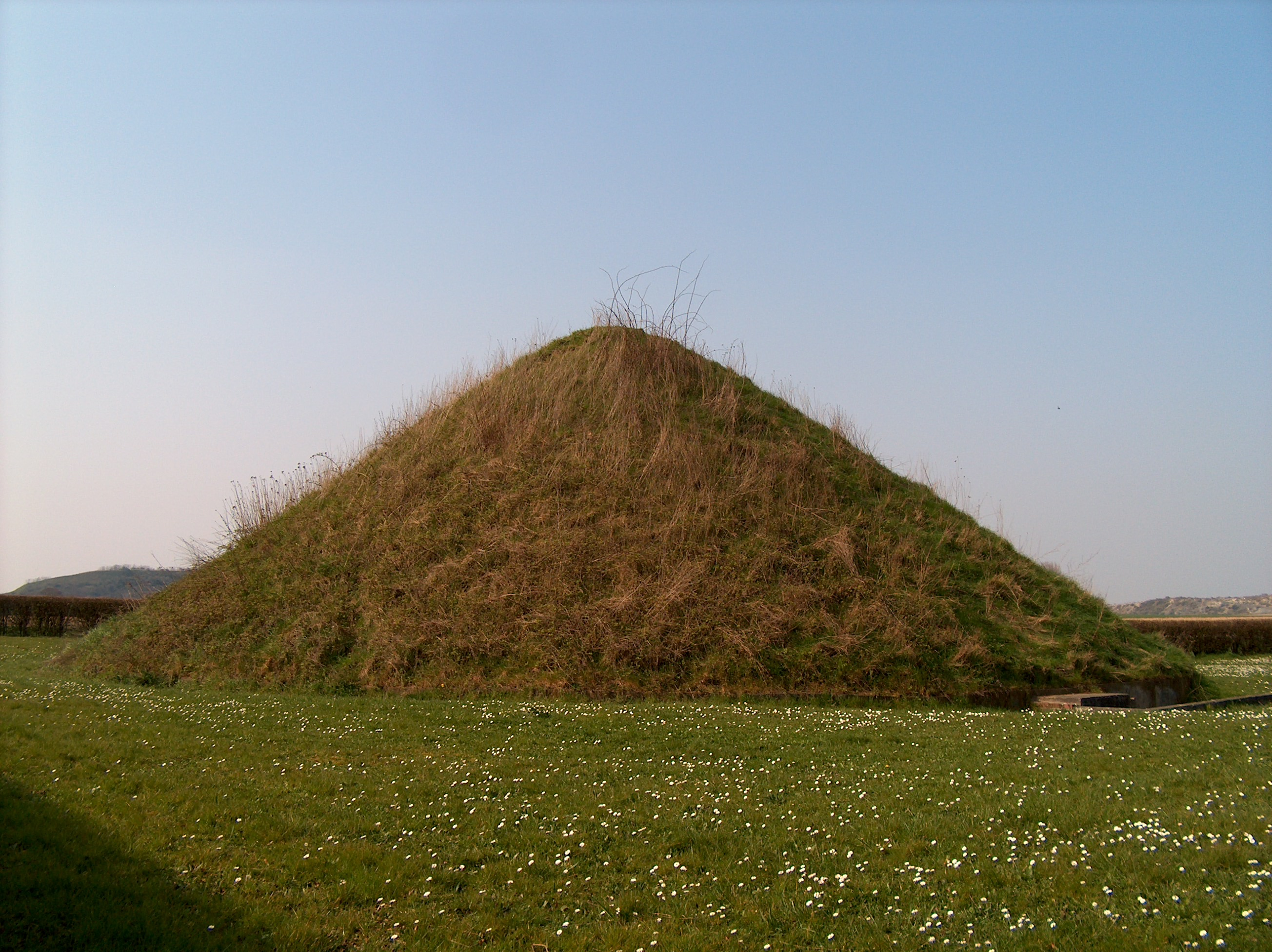
Gravhög i Antoing
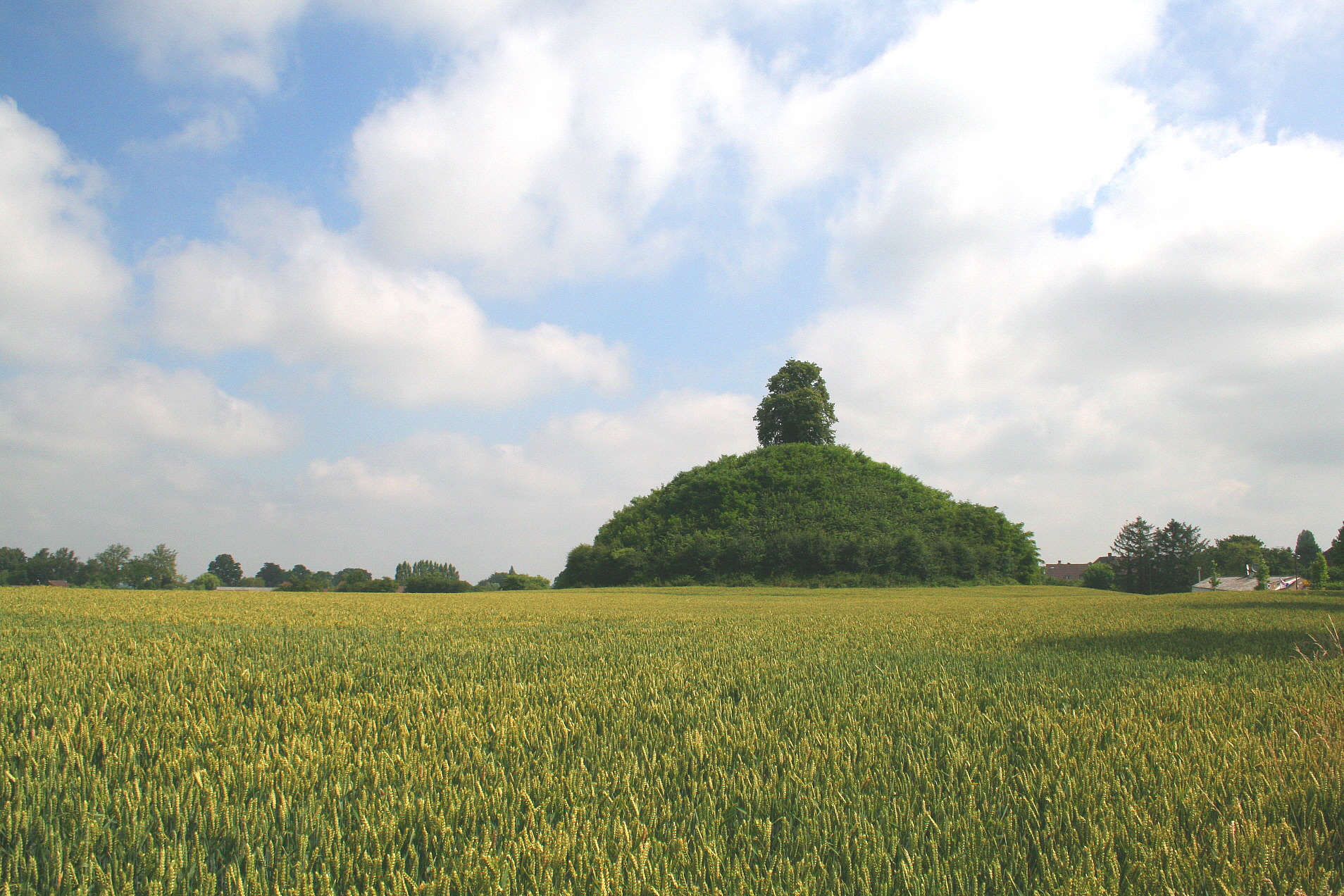
Gravhög i Glimes
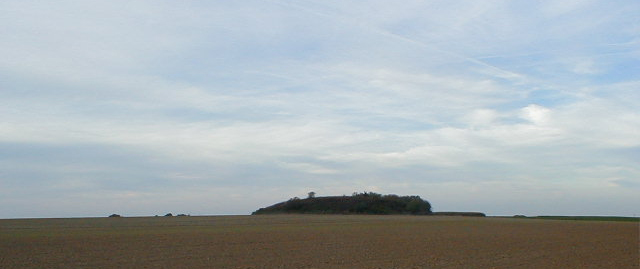
Plattgraven vid Waasmont
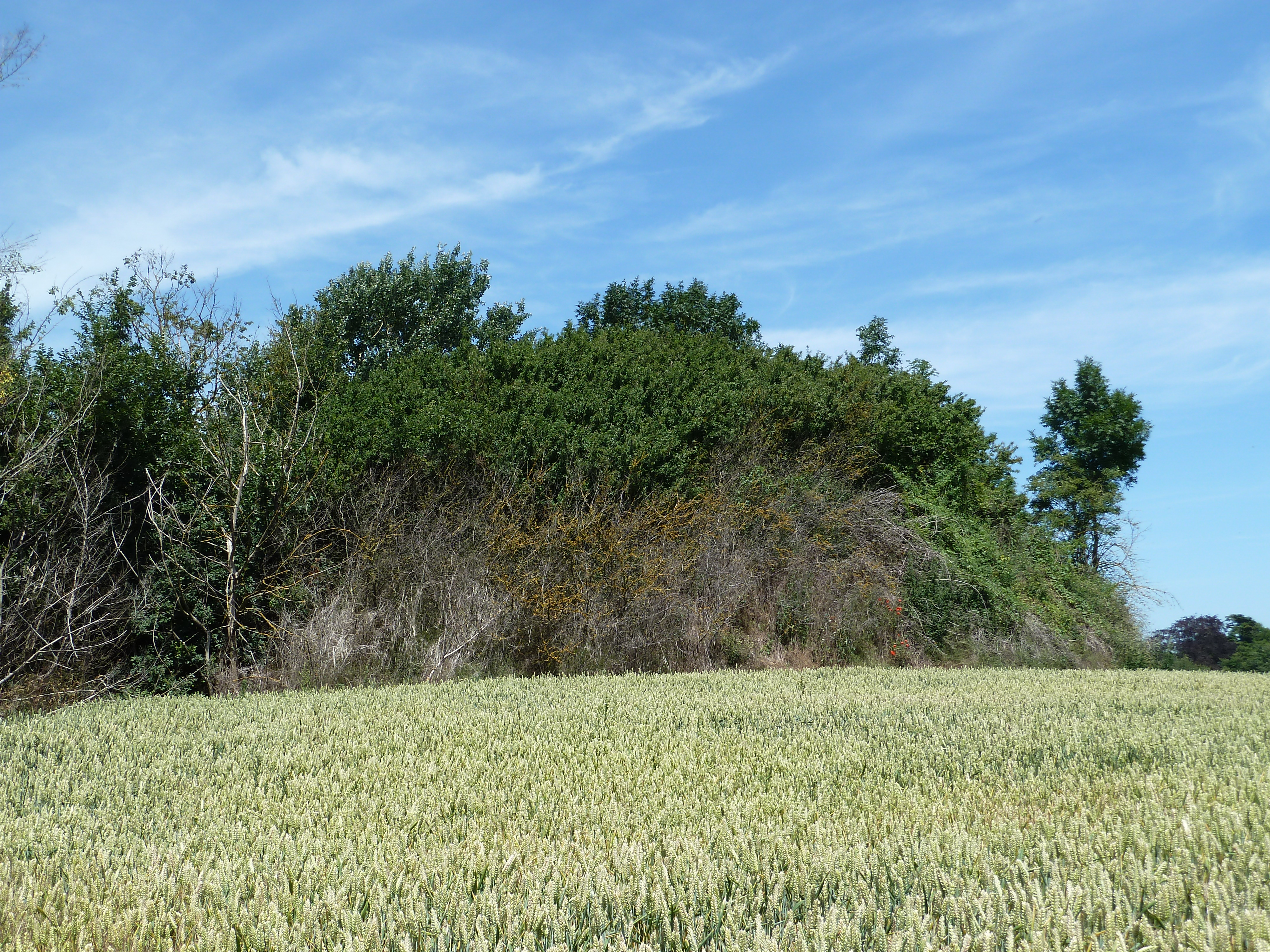
Gravhögen i Middelwinden

### Bulgarien

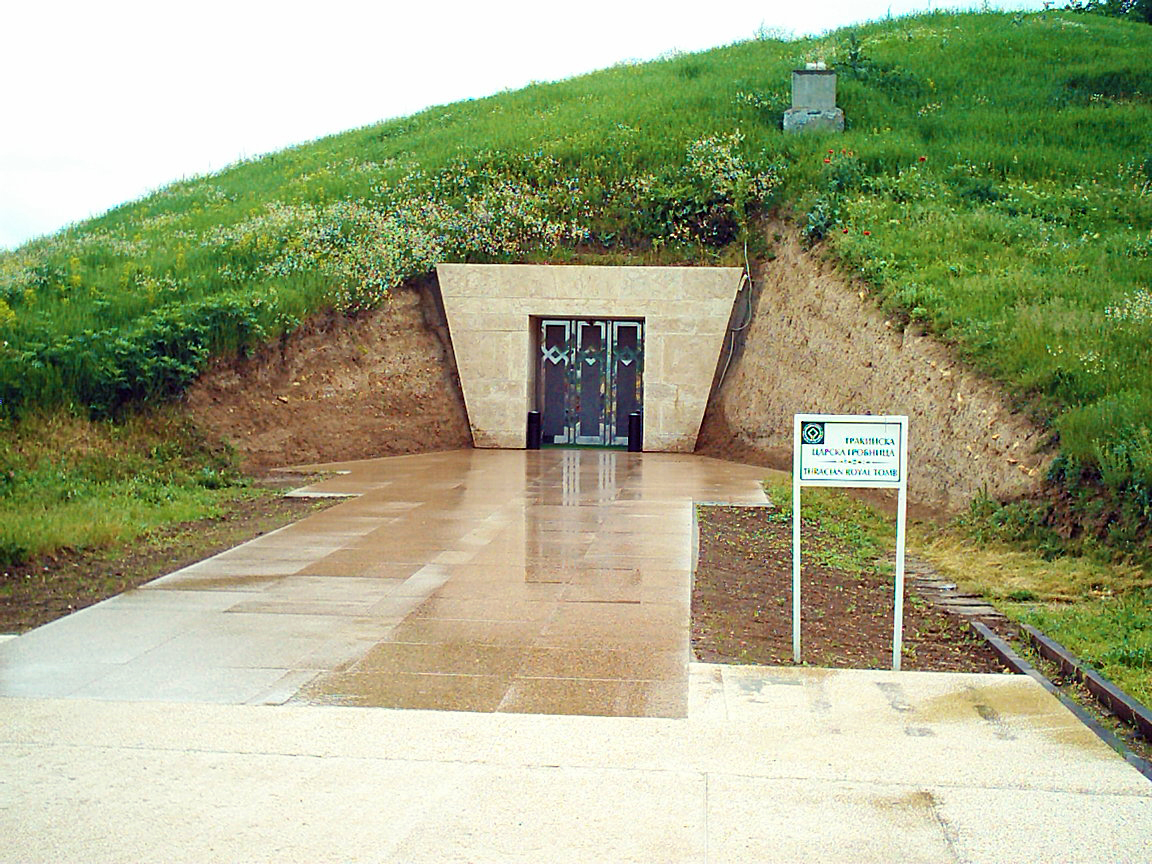
Ingången till den trakiska graven i Svesjtari.

Gravhögar (Могила) i Bulgarien  har ofta sitt ursprung under bronsåldern, de är karakteristiska för thrakisk kultur och höjdes till klassisk antikvitet. Gravhögarna är nu flera tiotals centimeter höga, men det finns också gravhögar på 20 meters höjd. De ligger ensamma eller samlade i en nekropol. Det finns mer än 3 000 gravhögar kända i landet.
Själva graven grävdes ner i marken eller placerades ovan marken. Gravkammaren byggdes av trä eller sten. Sedan täcktes graven av högen. En del gravhögar omgavs av stenblock (krepis) för att förhindra jordskred från högen. Gravhögarna användes också för sekundära och tertiära begravningar. Tomma gravhögar har också hittats, som tros ha fungerat som kenotafer. Bulgarien har flera thrakiska gravar som placerats på världsarvslistan. Det gäller graven i Svesjtari, och även den trakiska graven i Kazanlak. Den senare graven är en tholos i tegel med muralmålningar från hellenistisk tid. I en annan gravhög hittades Panagjurisjtes skatt 1949, som innehöll totalt 6 ton och 164 kilo 24 karat guld. År 1985 upptäcktes Rogozens skatt av en slump, den innehåller mer än 20 kilo silver. År 2012 hittades en guldskatt i en gravhög från fjärde århundradet f.Kr. En gravhög som upptäcktes år 2000 grävdes ut vid Aleksandrovo. Den graven är känd för de välbevarade freskerna, inklusive Zalmoxis som avbildas med en dubbelyxa.
I Karanovo greps gravplundrare 2008. Arkeologer hittade senare på platsen en vagnsbegravning och ett år senare hittades själva gravkammaren. Denna gravkammare hade byggts i en redan befintlig gravhög, vilket är ovanligt för denna typ av gravar. Gravgodset talar för att det var en man med maktställning som gravlades och då var seden att en ny gravhög skulle uppföras för detta. Gravhögen var cirka 14 meter hög och den innehåller troligen en andra gravkammare, som inte har grävts ut. De begravda hästarna drog möjligen vagnen till gravhögen.

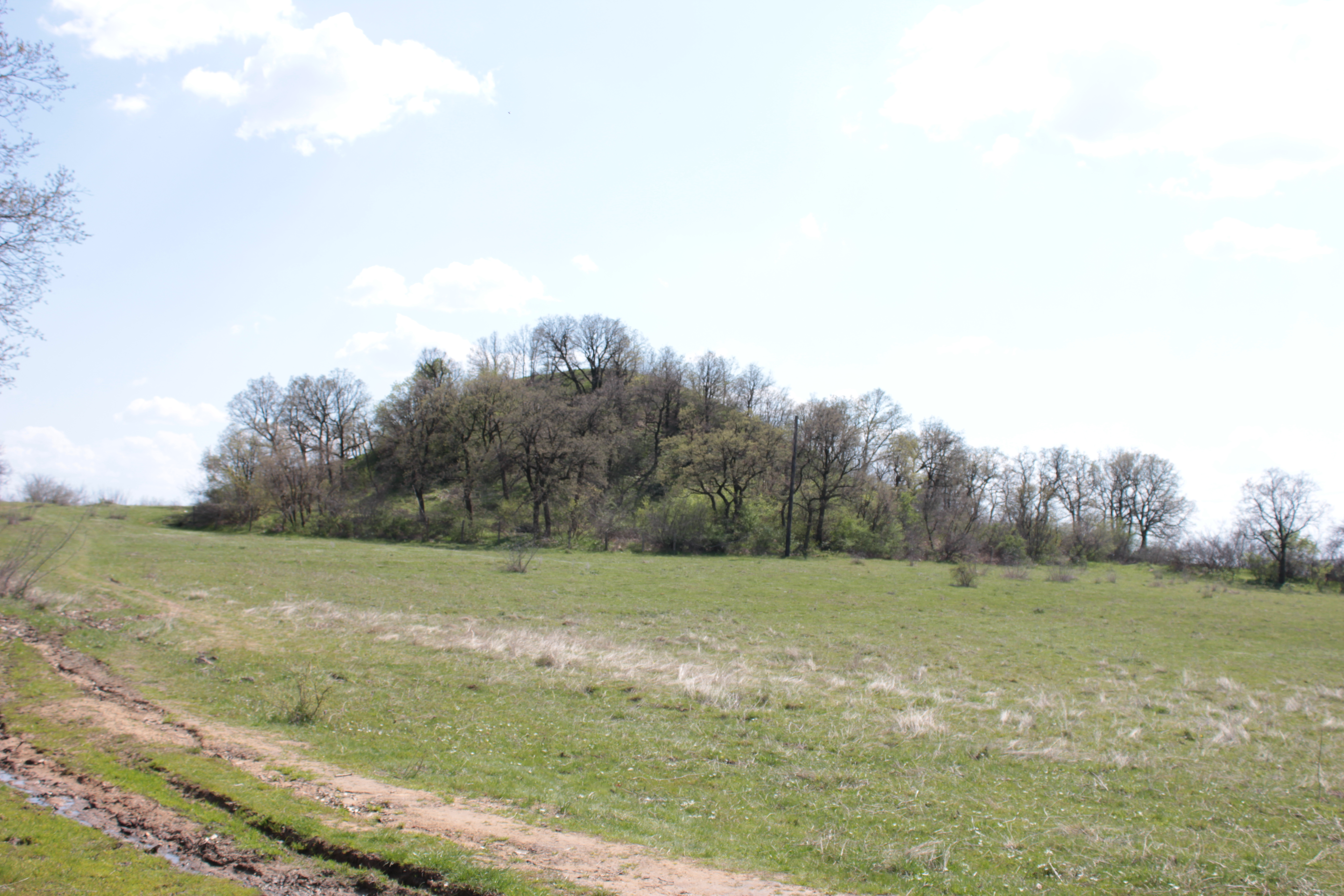
Gravhögen vid Aleksandrovo.
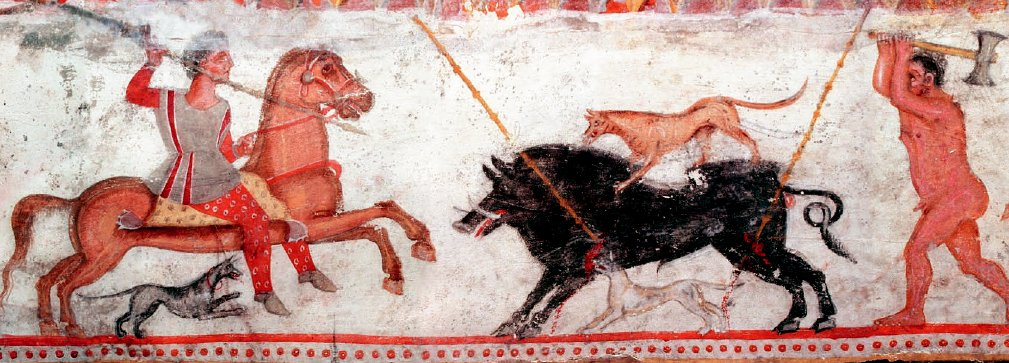
En av freskerna i gravhögen vid Aleksandrovo.
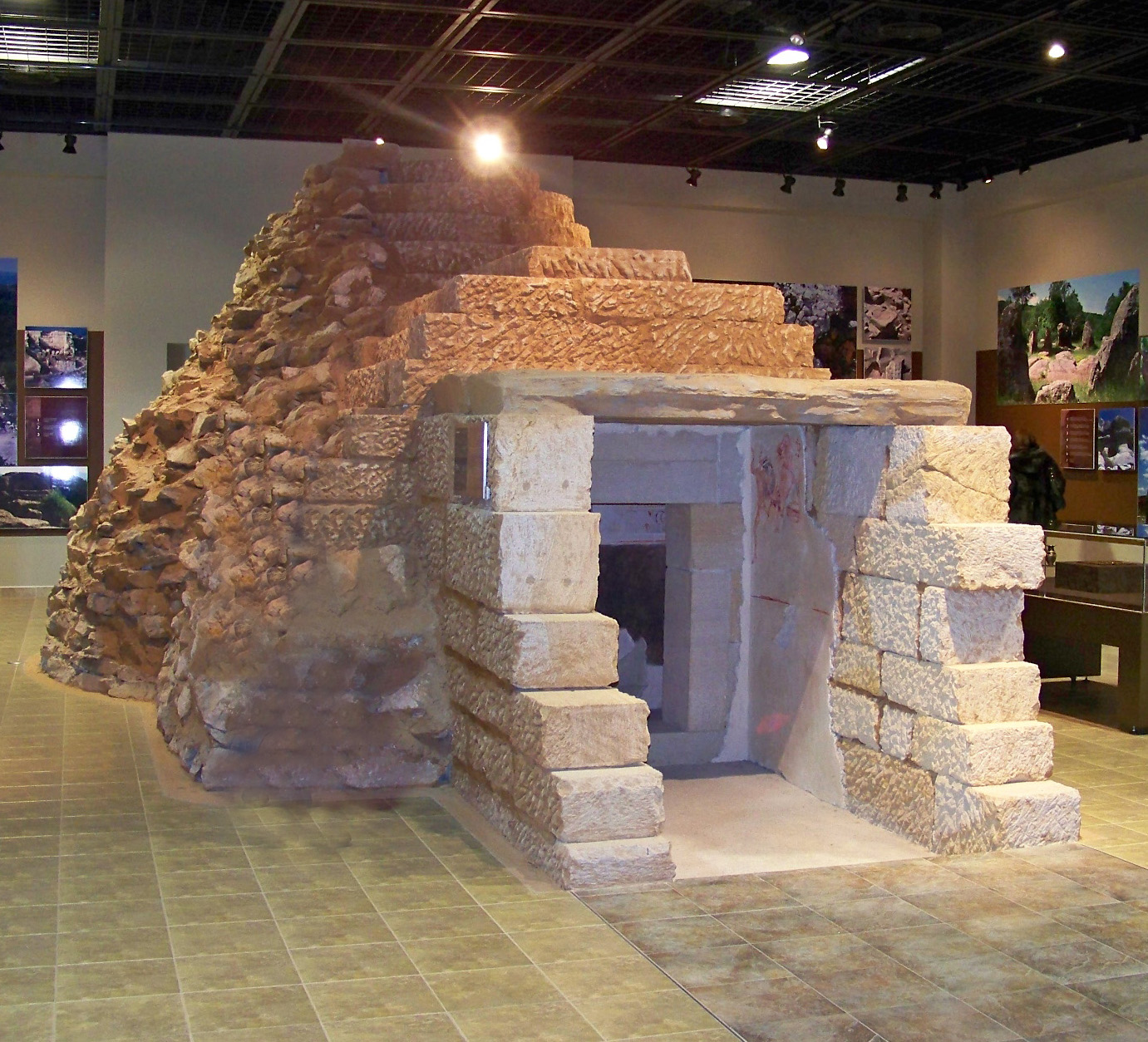
Modell av gravhögen vid Aleksandrovo.

### Frankrike
De flesta dösarna var ursprungligen täckta av en hög av sten eller jord. I Frankrike är Saint-Michels gravhög i Carnac den största gravhögen på kontinenten. År 1993 presenterade C. Boujot och S. Cassen en studie enligt vilken de bretonska gravarna hade föregångare som var små runda och rektangulära kammare, längsgående och tvärgående i högen.
Tumulus de Bougon i Bougon (Deux-Sèvres) tumuli är en grupp av fem gravhögar på en plats: högarna byggdes och användes  under en lång period från 4 500 till 3 000 f.Kr. Denna uppsättning anses vara en av de äldsta västeuropeiska megalitiska nekropolerna. De fem neolitiska stenmonumenten är av olika typer och de ligger samlat och en stig går runt till olika gravarna. Det finns också ett museum byggt på de arkeologiska resterna av ett gammalt byggnad. Utställningarna på museet koncentrerar sig på sen stenåldern, när människan blev bofast och blev bonde, och hantverk under denna tid. Det finns den vanliga samlingen av verktyg, men det finns också en intressant visning av gammal megalitisk konst, som visar några vackra kopior av graverade stenar. Utanför finns utställningar om megalitgravar och ett 40 meter långt långhus rekonstruerat baserat på arkeologiska fynd.
Den neolitiska Saint-Michels gravhög i Carnac byggdes mellan 5 000 och 3 400 f.Kr. Gravhögen Saint-Michel är den största gravhögen i det kontinentala Europa. Gravhögen är 125 meter lång, nära 60 meter bred och 10 meter hög. Det var en grav för medlemmar av eliten i samhället. Några kilometer från Carnac finns den stora neolitiska Er-Grah högen som mäter 140 x 20 meter i storlek. Idag har platsen förstörts av stenbrytning och det kan ha varit en betydligt större gravhög tidigare. Omedelbart i närheten ligger den berömda Grand Menhir of Er Grah. De bildar med andra fornlämningar megaliterna i Locmariaquer.
Dissignac tumulus är en neolitisk gånggrift. Gravmonumentet ligger cirka 5 kilometer väster om Saint-Nazaire i Loire-Atlantique. Högen som täcker Dissignac har en diameter på 28 meter och en höjd av 3,2 meter. Den engelska sidan beskriver högen som ett kammarröse, det är en grav i huvudsak byggd av sten. Gravhögen har två gravkammare, som nås via två parallella korridorer med vardera 11 meters längd.
Tumulus de Bussy-le-Château ligger i kommunen Bussy-le-Château i Marne. Platsen har fem romerska, visigotiska och burgundiska gravhögar: tre av dem är relativt välbevarade och ligger längs floden Noblette. Den största gravhögen byggdes av burgunderna och en väderkvarn byggdes senare på den.
Gravhögarna som på franska kallas Tumulus de champ Châlons i Benonskogen i Charente-Maritime en neolitisk gravgrupp som innefattar sju neolitiska högar som bildar två gravfält på 600 meters avstånd från varandra och är belägna norr om Benonskogen. Endast gravfältet Champ Châlon I med 5 högar har grävts ut. C-14-datering visar att monumenten brukades fjärde och tredje årtusendet f.Kr. Högarna i Champ Châlons upptäcktes av Frédéric Bouin 1979 (Champ Châlon I) och 1982 (Champ Châlon II). Mellan 1980 och 1986 grävdes alla högarna på gravfältet i Champ Châlon I utom högen E. Vid floden Lamalou ligger högen med Lamalous megalitgrav. Nära Alès i Gard ligger megalitgraven Bergerie de Panissière i en hög.
Andra högar med megalitgravar är Tanouëdou tumulus nära Bourbriac i Côtes-d'Armor, i Bretagne. Péré Tumulus en neolitisk långhög med storleken hela 100 x 20 meter med datering 4 450 till 4 000 f.Kr. i kommunen Prissé-la-Charrière i Deux-Sèvres. Appenwihr tumuli i Appenwihr i Haut-Rhin är ett gravfält med nio små högar. Fynden av utgrävningarna är utställda i Unterlinden Museum i Colmar. Utgrävningar i Kastenwaldskogen av gravhögarna i Appenwihr visar att området var bebott sedan mellersta bronsåldern.

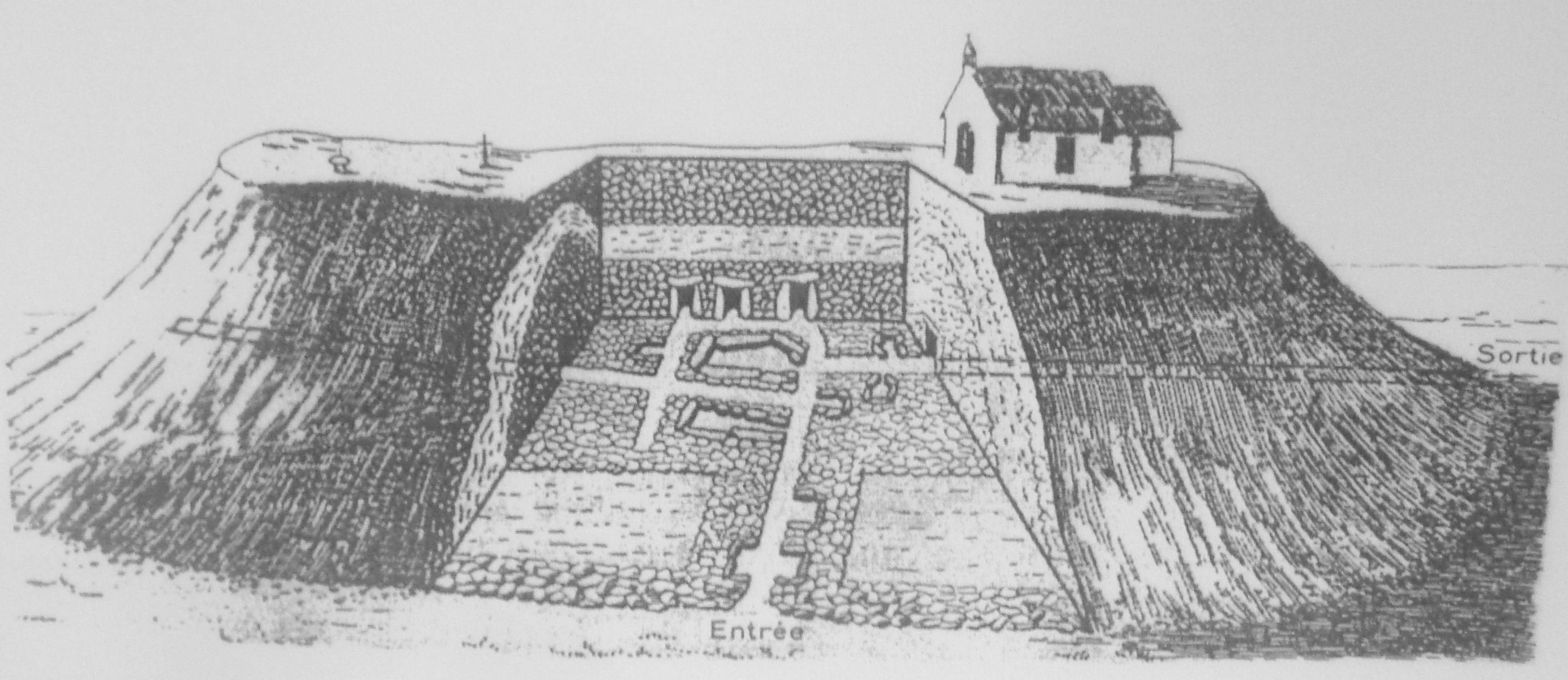
Teckning av gravhögen vid Saint-Michel i Carnac av arkeologen Zacharie Rouzic (1864-1939).
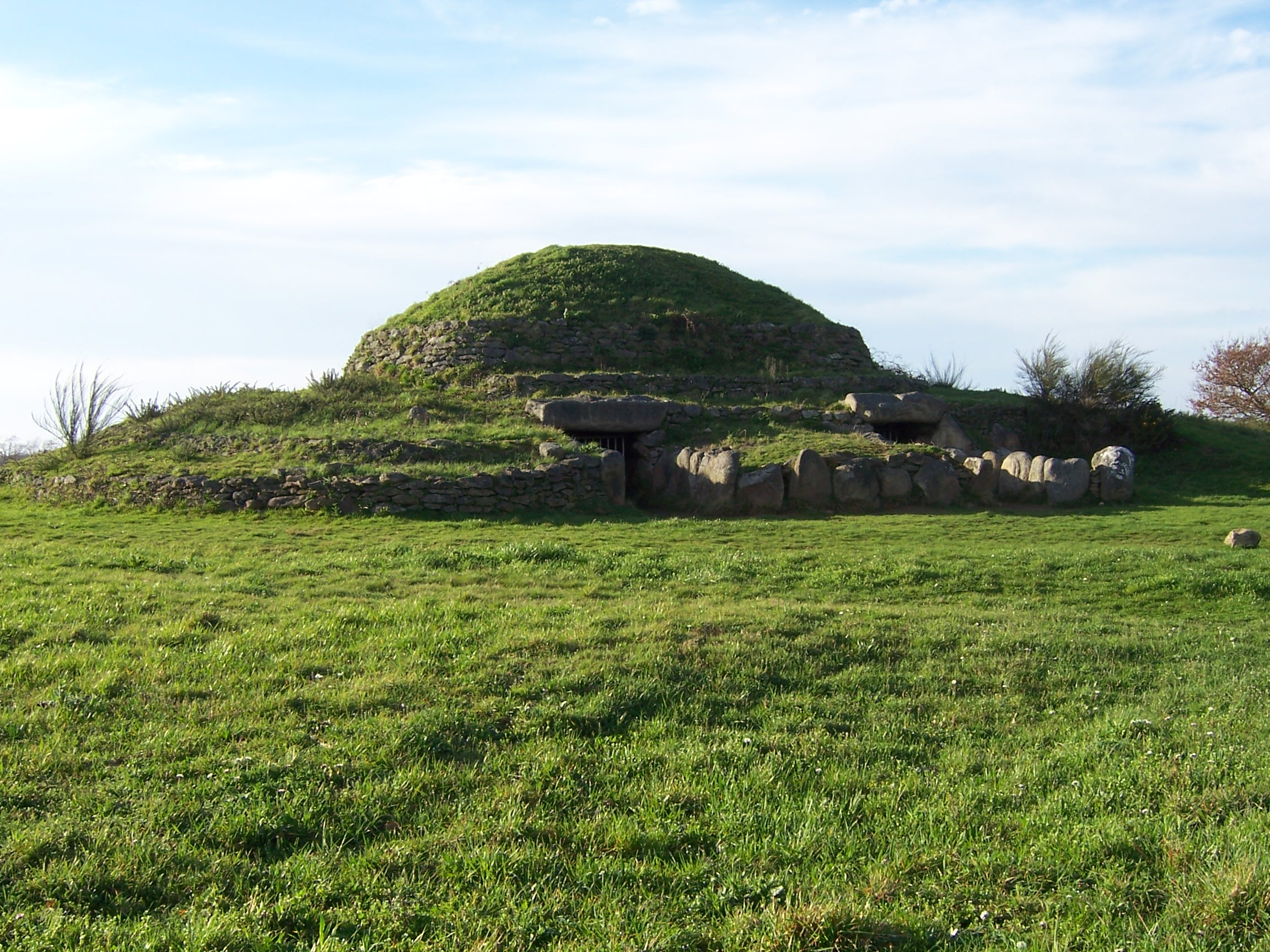
De dubbla ingångarna i  gravhögen vid Dissignac, Saint-Nazaire.
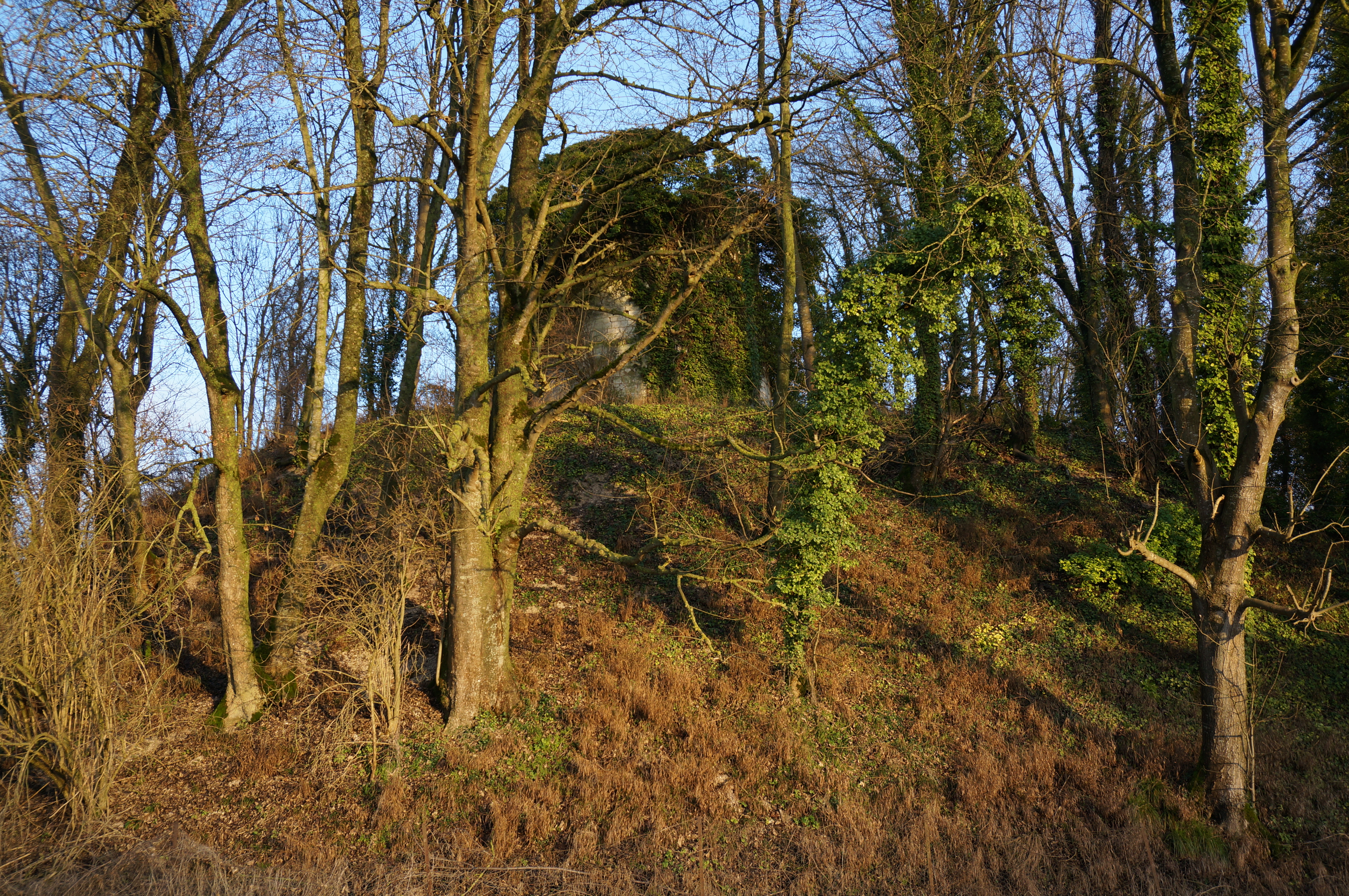
Den största av högarna vid Bussy-le-Château med väderkvarnen.
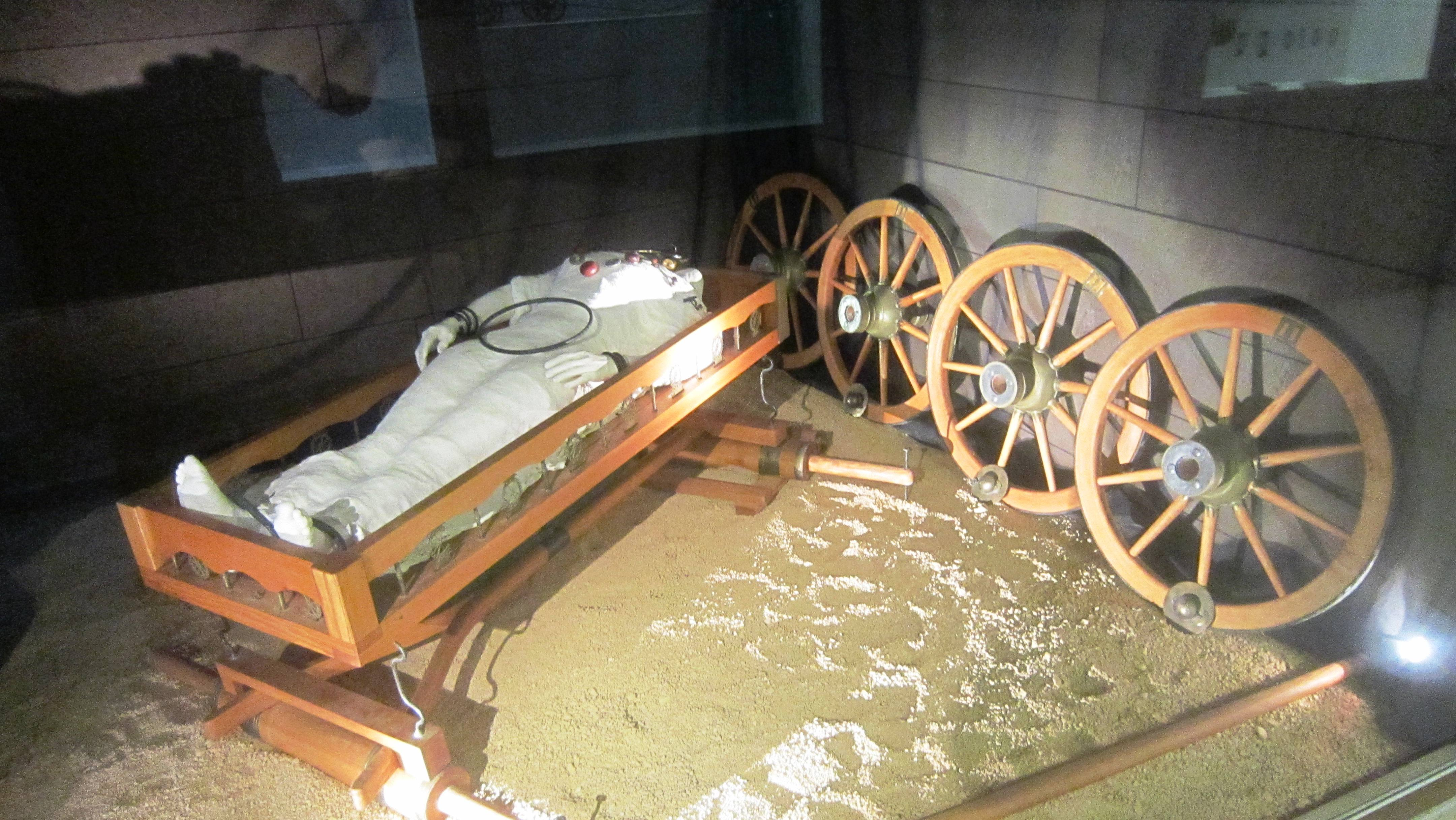
Inredningav graven furstegraven i Vixgraven nära Vix, Frankrike.
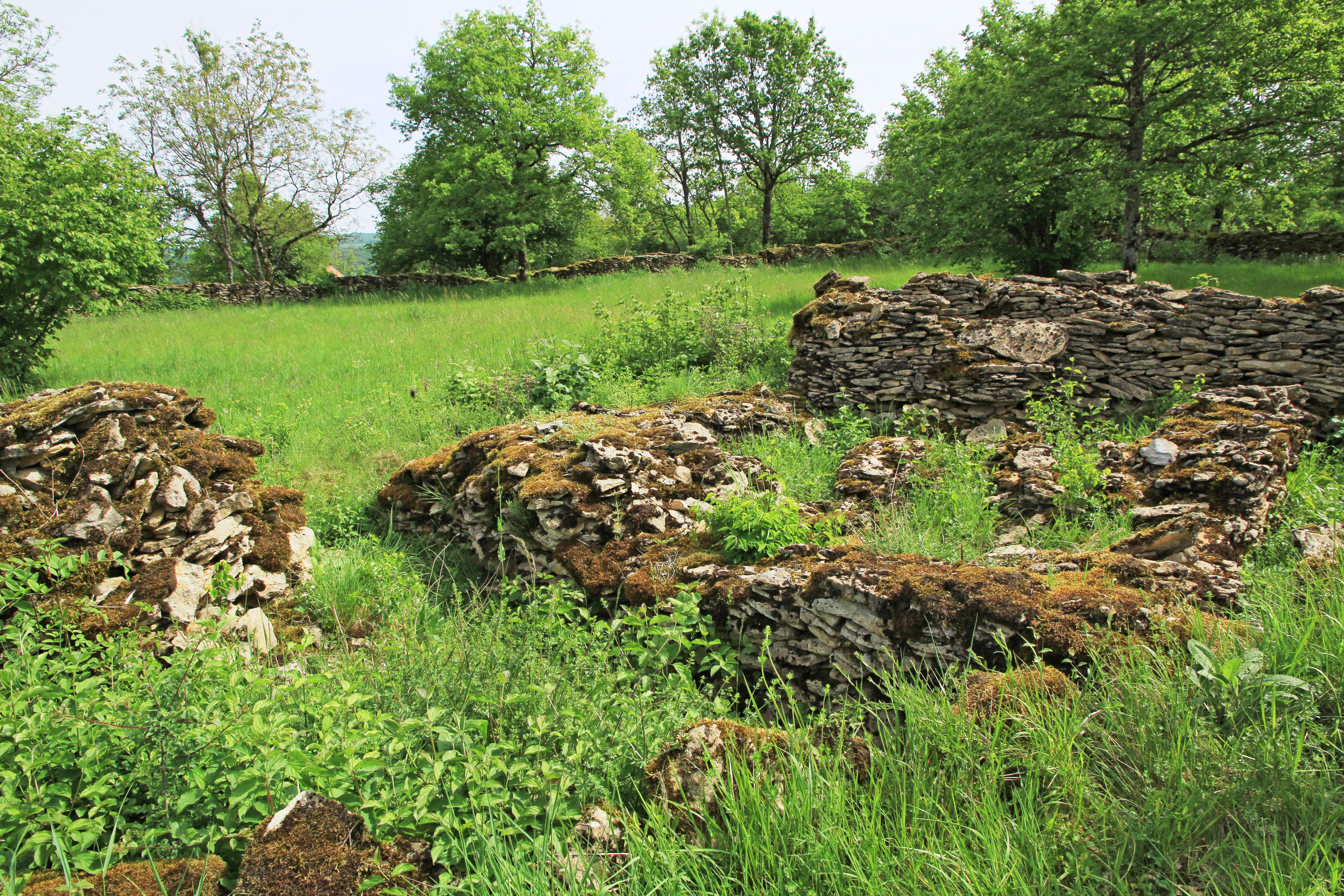
Begravningsplats i Arnay-sous-Vitteaux.

### Grekland

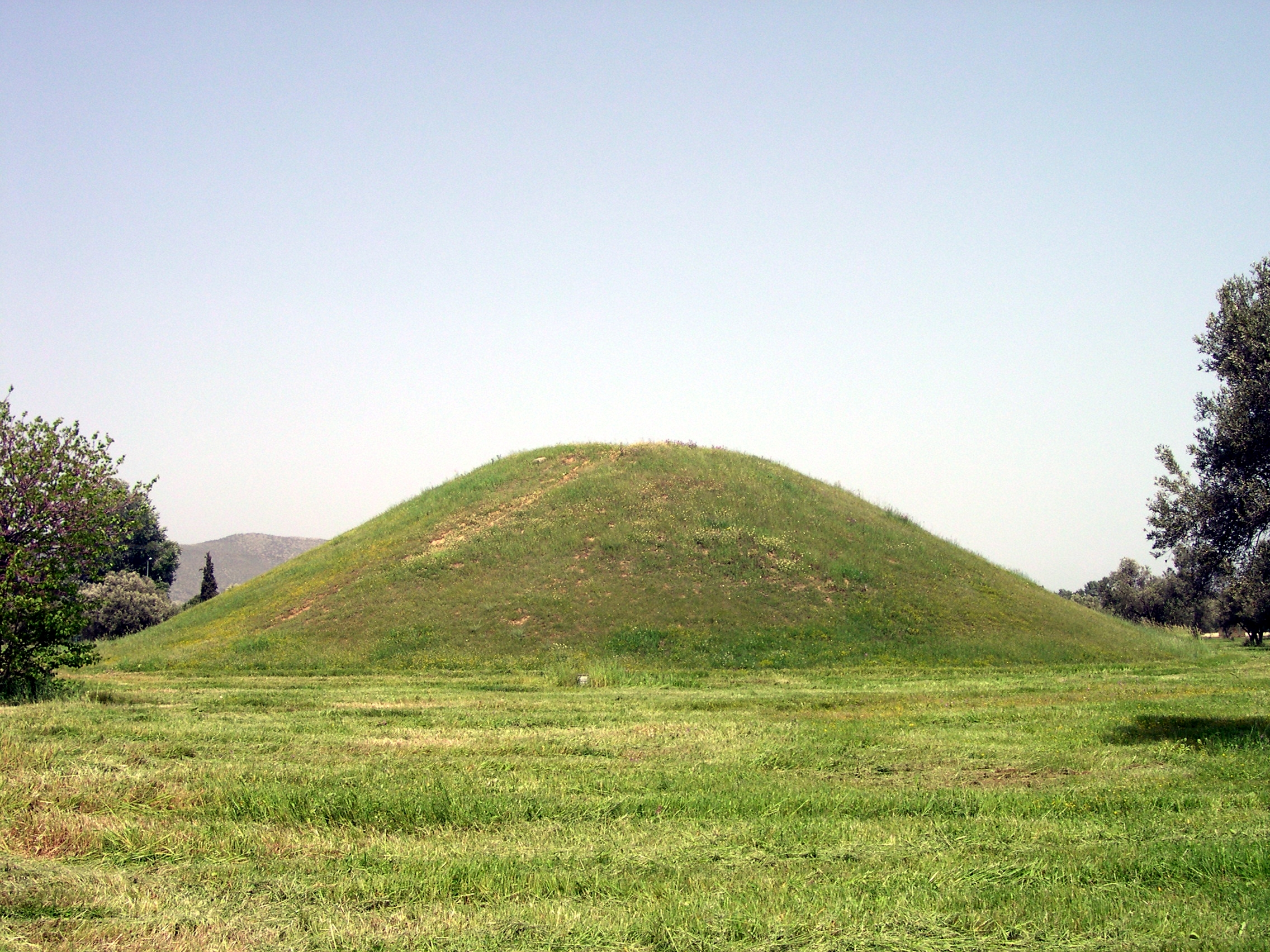
Gravhögen vid Marathon

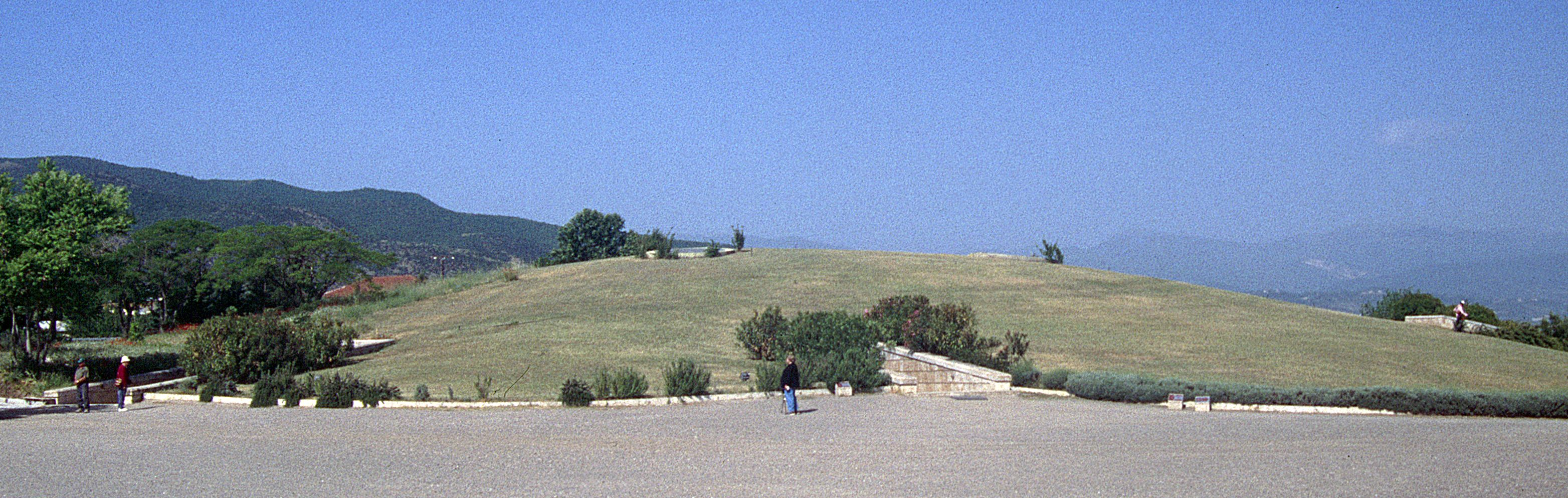
Gravhögen i Vergina

Några av världens mest betydelsefulla gravhögar är de makedoniska gravarna och en kistgrav i Vergina som de flesta arkeologer anser vara Filip II:s (359–336 f.Kr.) grav. Filip var far till Alexander den store (336–323 f.Kr.). Alexander IV:s (323–309 f.Kr.) grav, son till Alexander den store är också en stor grav. En mycket stor gravhög har upptäckts i Amfipolis. Graven, som är känd under namnet Kasta-graven. Den begravde är okänd. I oktober 2014 påbörjades utgrävningar vid Kasta-graven i Amfipolis. Graven hade en omkrets på hela 497 meter. Graven inuti bedöms vara ett forntida makedonskt gravmonument från den sista fjärdedelen av 300-talet f.Kr. 2014 hittades skelettdelar av fem personer i en grav i de nedre nivåerna av den tredje kammaren. Kropparna som var begravda i tillhörde en kvinna äldre än 60 år, två män mellan 35 och 45 år, ett nyfött barn och en femte person bestående av endast några kremerade benfragment. 
Många mykenska grekiska gravar är också i huvudsak i formen tumulus, särskilt vid Agamemnons plats i Mykene, och andra platser vid Tiryns, nära Olympia och Pylos, och fleraplatser på Peloponnesos nära mykenska boplatser och bosättningar från bronsåldern. Dessutom finns det i centrala Grekland många högar bara delvis utgrävda. 
En särskilt anmärkningsvärd grav finns i Marathon. Nära Marathon finns en gravhög där de grekiska soldaterna som dog under slaget vid Marathon ligger begravda. I en skyttegrav intill gravhögen ligger kvarlevorna av de besegrade soldaterna i den persiska armén.

### Iberiska halvön
Det finns också många gravhögar på den iberiska halvön. I norra Portugal och spanska Galicien finns omkring 5000 kända gravhögar. De kallas på lokala språk för Mámoa, Medoña, Medorra, Mota eller Meda. Högarna är ofta 10 till 30 meter i diameter. Nästan alla dessa mámoas är i dåligt bevarade och har blivit plundrade. Túmulo Los Tiesos upptäcktes 1997 och undersöktes 2011. Ett år senare restaurerades högen. Gravhögen var plundrad av skattjägare före utgrävningen. Datering av graven baserad på bevarade gravgåvor är yngre stenåldern och/eller bronsåldern. Utforskningen av megalitgravarna på den Iberiska halvön påbörjades under 1920-talet av Georg och Vera Leissner.

#### Portugal

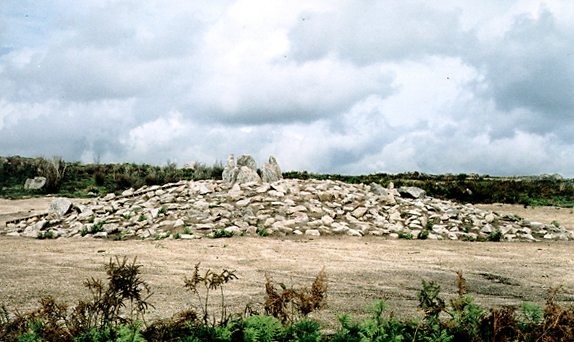
Hög vid Outeiro de Gregos, Baião, Portugal.

Portugal har ett av de tätaste områdena av megalitgravar i Europa. I norra delen av landet finns mer än 1000 förhistoriska gravhögar. Högarna förekommer i allmänhet i grupper och de bildade ibland gravfält. Vanligtvis är gravkammaren en dös. Gravhögar dateras till tiden från 4450 f.Kr. till 1900 f.Kr.. Högarna är inte så stora oftast högst 3 meter höga, med diametrar från 6 till 30 meter. De flesta av högarna är byggda av jord och sten, men de yngre består helt eller delvis av stenar det vill säga att de är rösen. På portugisiska kallas gravhögar för mamoas, från latinets mammulas, ett namn som romarna gav dem på grund av deras form, som liknar en kvinnas bröst.

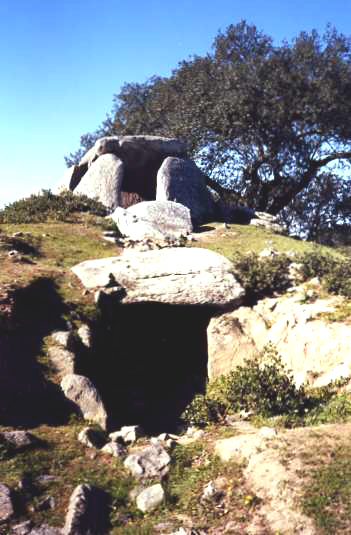
Ingången till Anta da Igreja i Portugal.
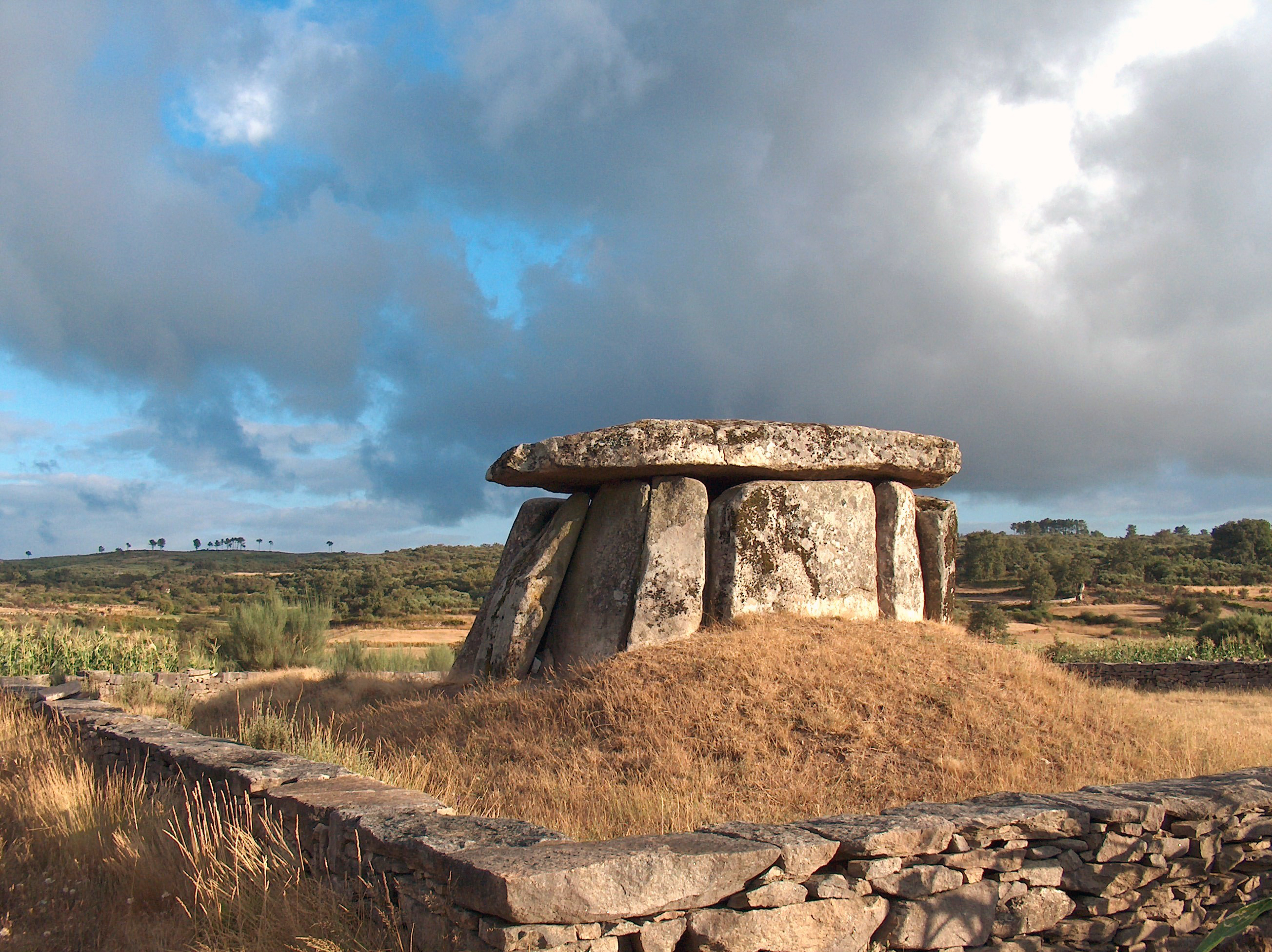
Dös vid Anta de Pendilhe, Portugal.
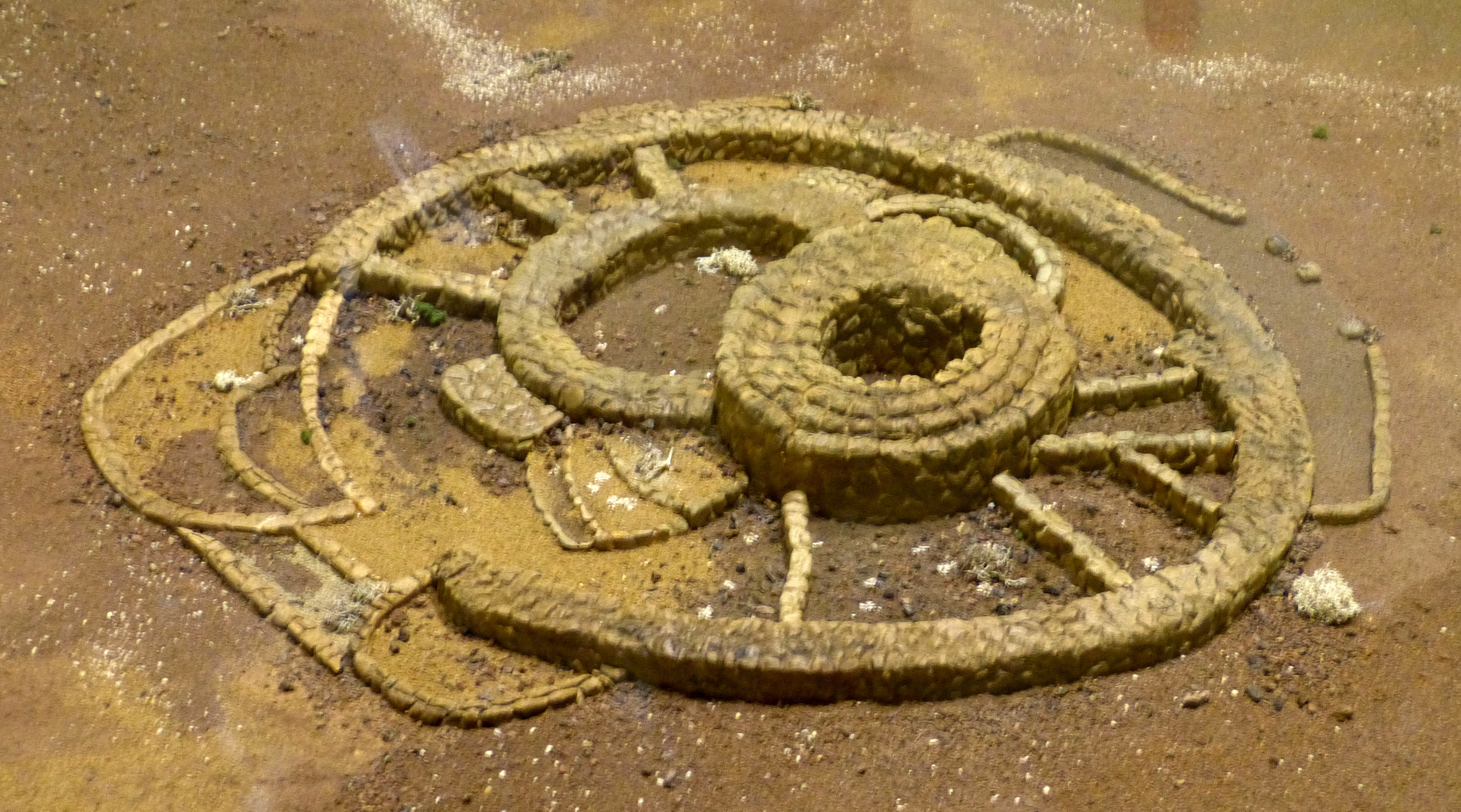
Modell av gravhögen La Guancha på Gran Canaria.
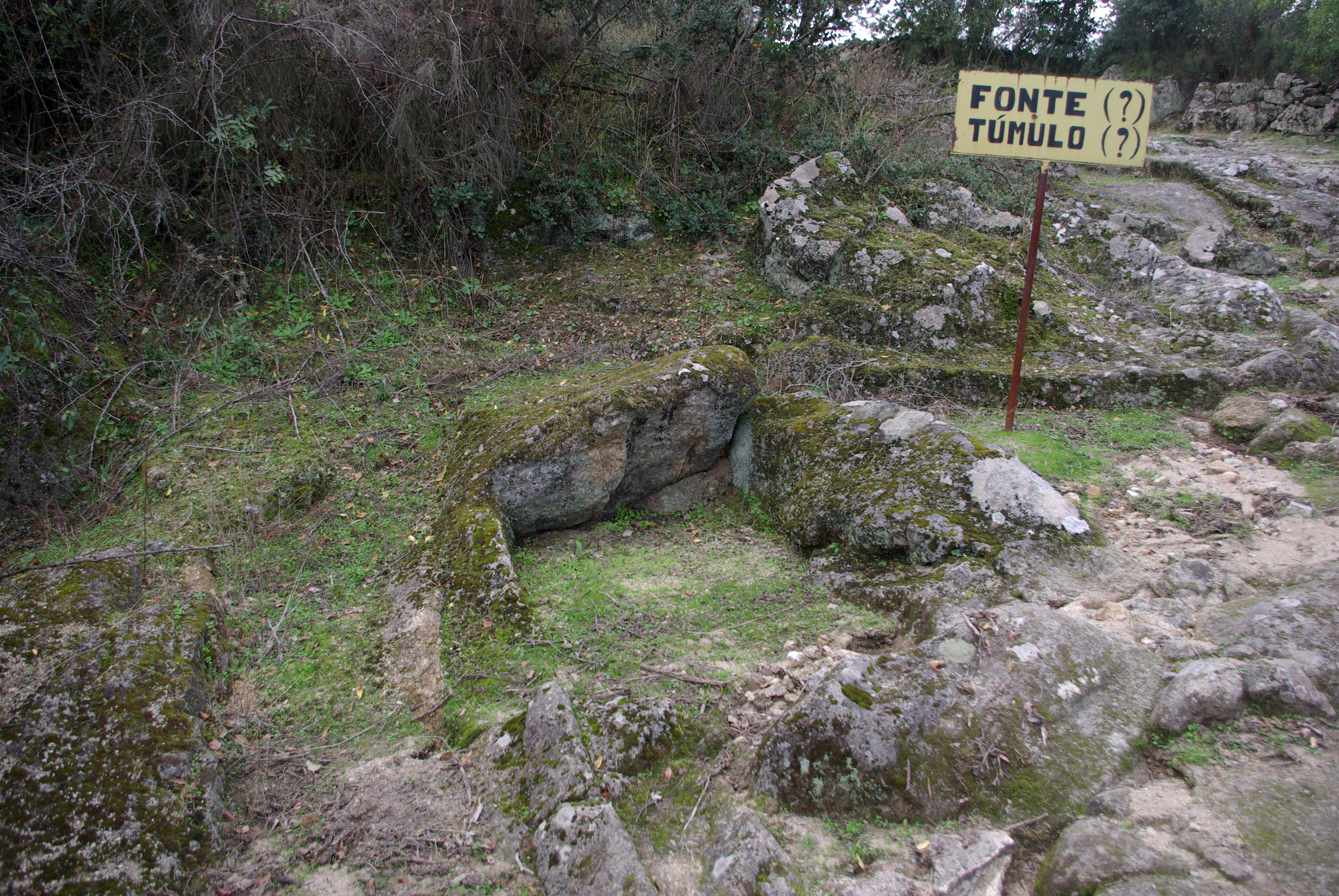
Gravhög vid en romersk väg n, Guarda, Portugal.

### Italien

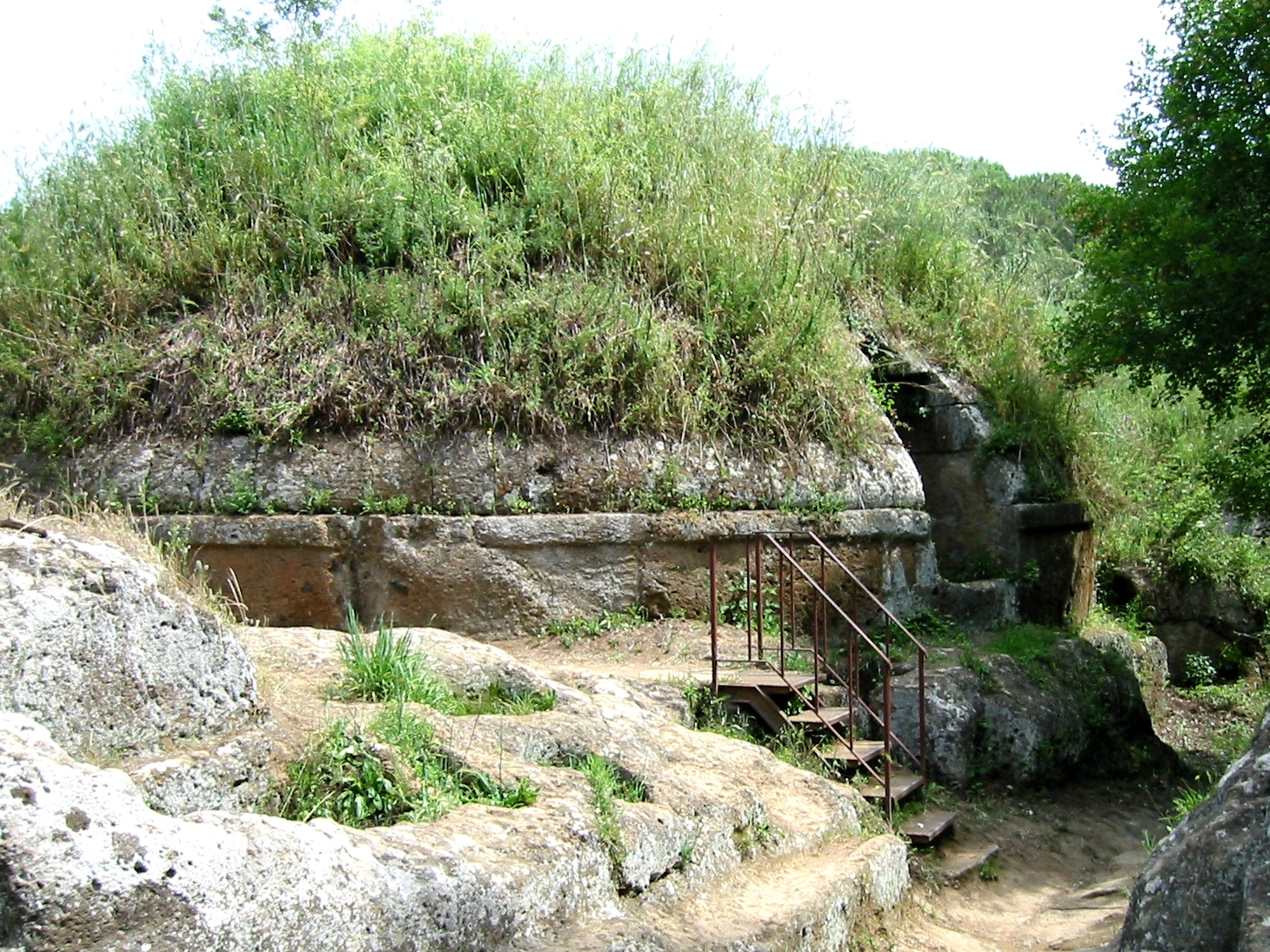
Banditaccia högen i Cerveteri, Italien.

Italien har sina mest berömda höggravar i Etrurien. Några stora gravhögar kan hittas, särskilt i den etruskiska kulturen, huggna direkt i den lokala kalkstenen (tufa) och täckta av en kalkstenskupol och ett lager av jord och gräs (se bilden till höger). Från utsidan liknar de gravhögar. Tidigt i kulturen byggdes gravkammare ovan jord och en tumulus uppfördes över dem, så kallade etruskiska kammargravar.  I Italien har Cerveteri en världsarvslistad etruskisk begravningsplats, Necropoli della Banditaccia. Även Tarquinia i Etrurien har satts upp på världsarvslistan. De viktigaste nekropolerna med tumulusgravar är Veio Vulci, Vetulonia, Populonia, Cortona, Tarquinia. Senare från ca 650 f.Kr. byggdes kammargravar helt under jord. Ett berömt exempel är graven Regolini-Galassi.
Interiören i dessa högar är det som gör dem så unika. De flesta gravar har en central korridor, där sarkofager och urnor rymmer de kremerade kvarlevorna av de avlidna, och de olika rummen på vardera sidan av korridoren som innehåller den avlidnes olika tillhörigheter. Många gravar innehåller också målningar, eller fresker, som i många fall representerar begravningen, scener från det verkliga livet eller livet efter detta. Mindre stenblandade höggravar dateras till Villanova-perioden (ungefär 800 f.Kr.) men de största högarna tillkom under de följande århundradena (från 600-talet och framåt) skapade av den etruskiska aristokratin.

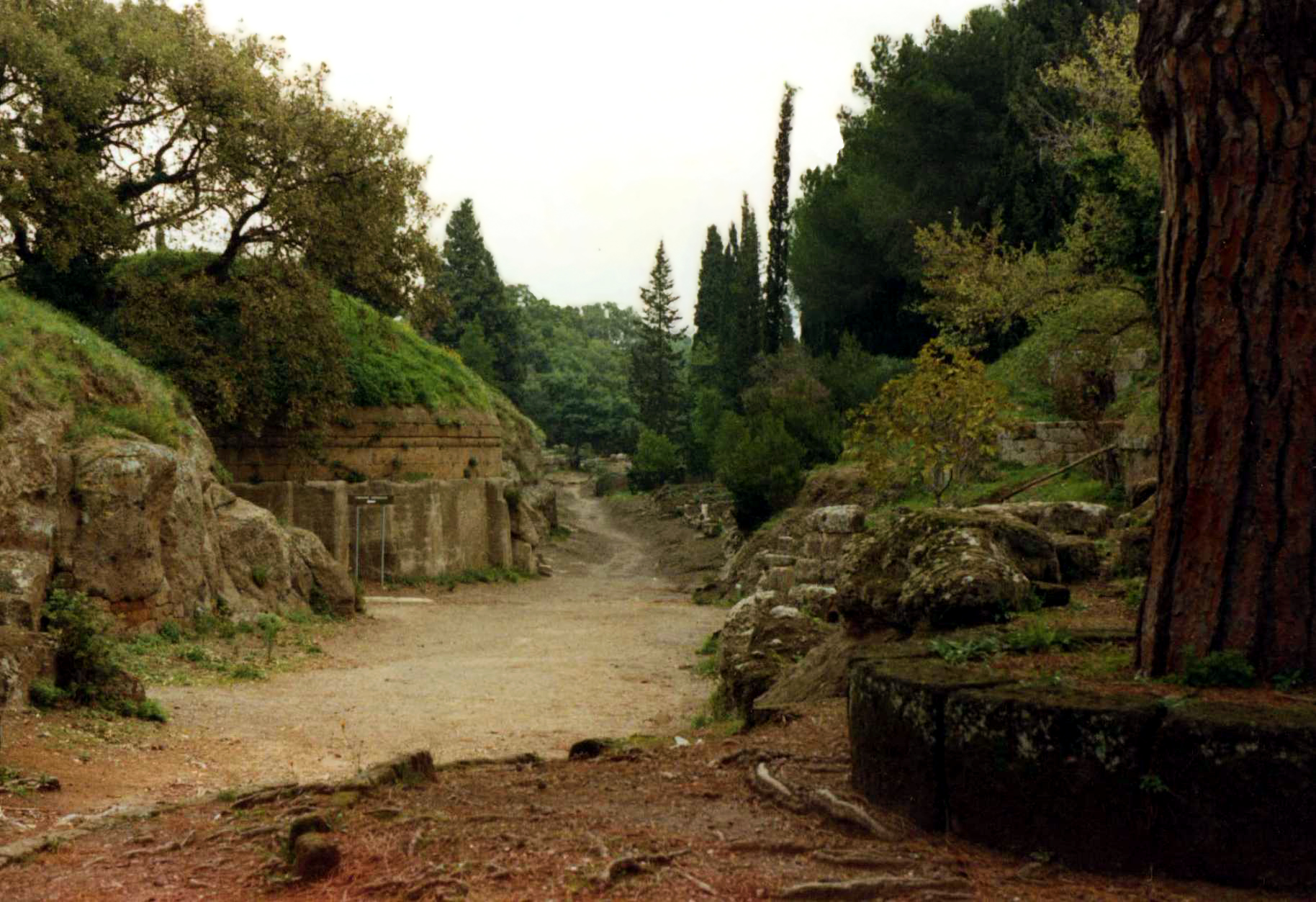
Nekropolen Della Banditaccia.
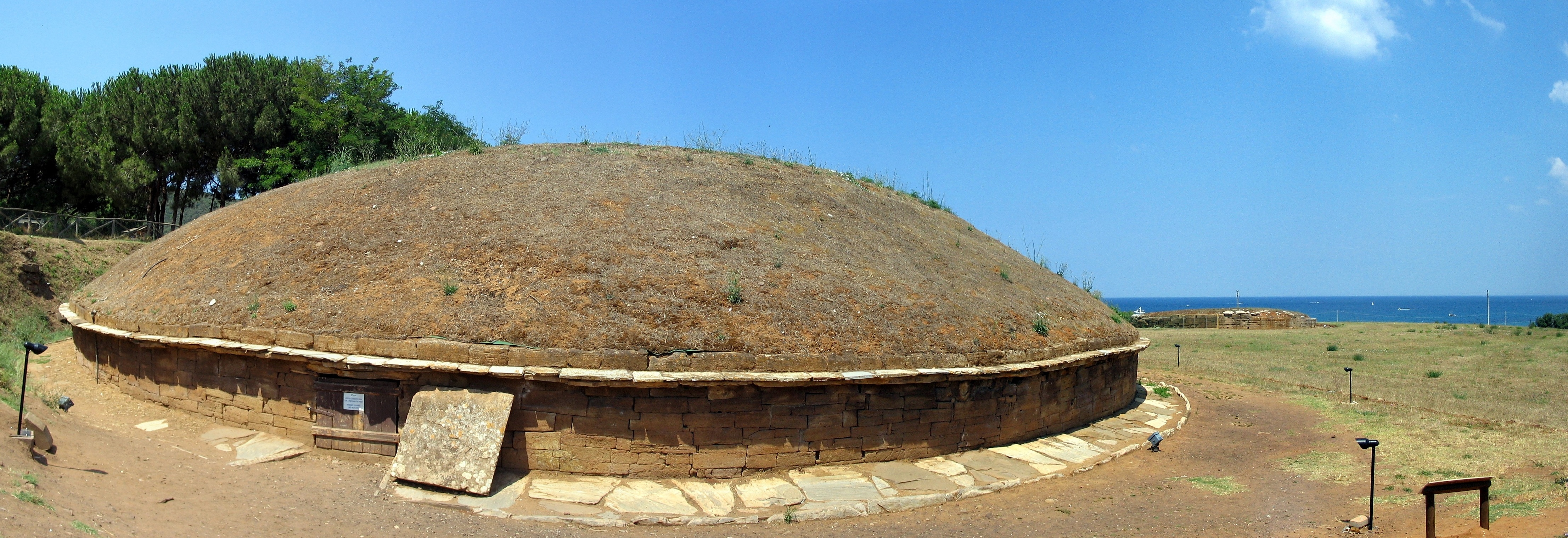
Etruskiska gravhögar i Populonia.
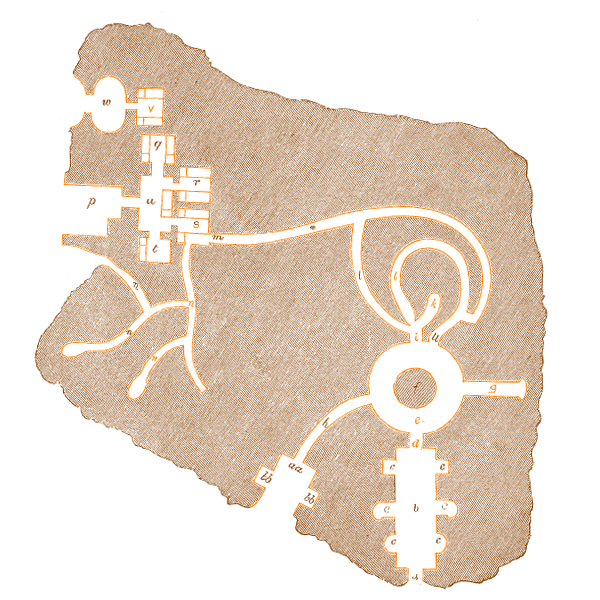
Plan av en  etruskisk gravhög i Chiusi.
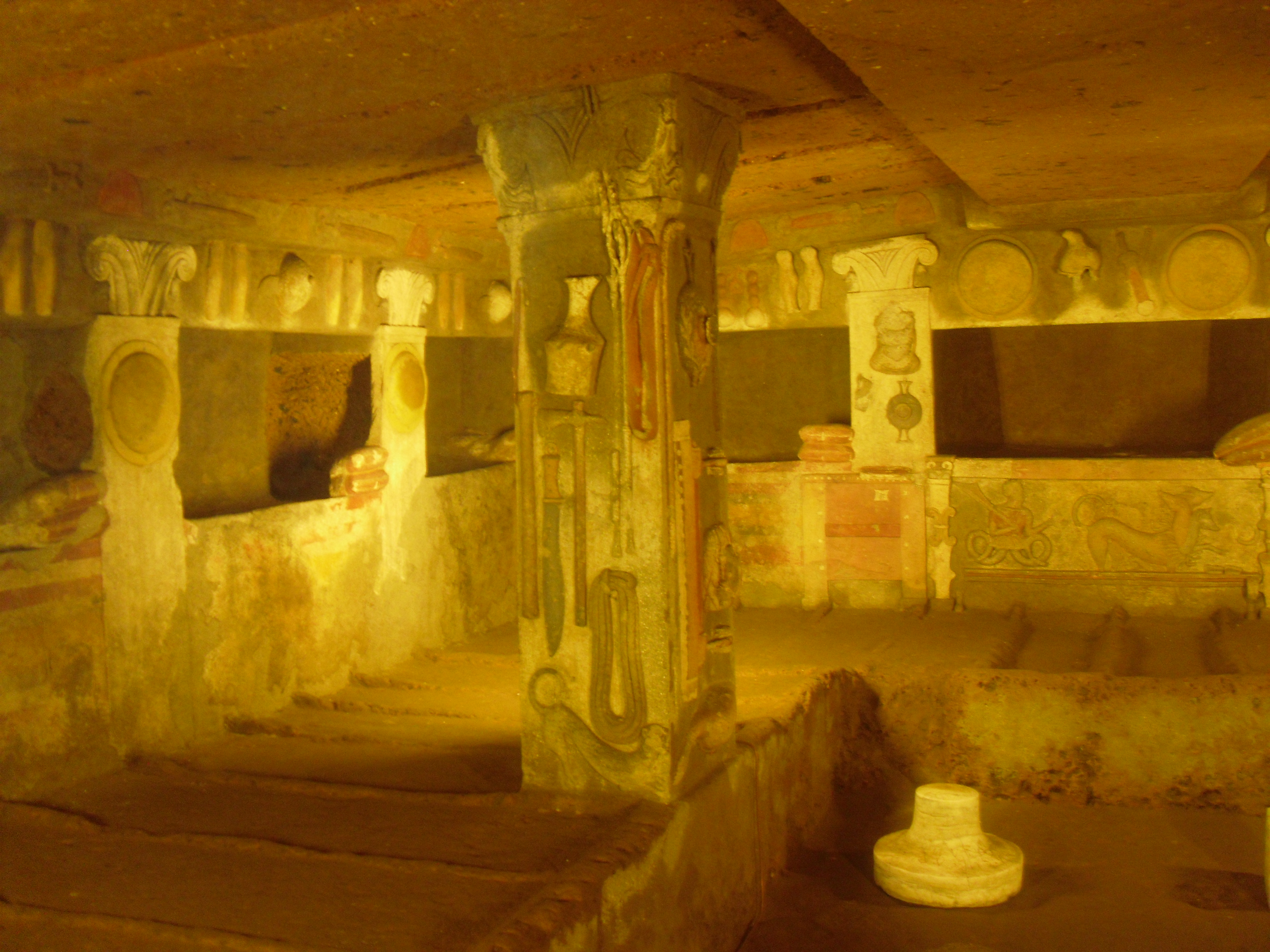
De Tomba dei Rilievi i nekropolen Della Banditaccia.

### Kroatien

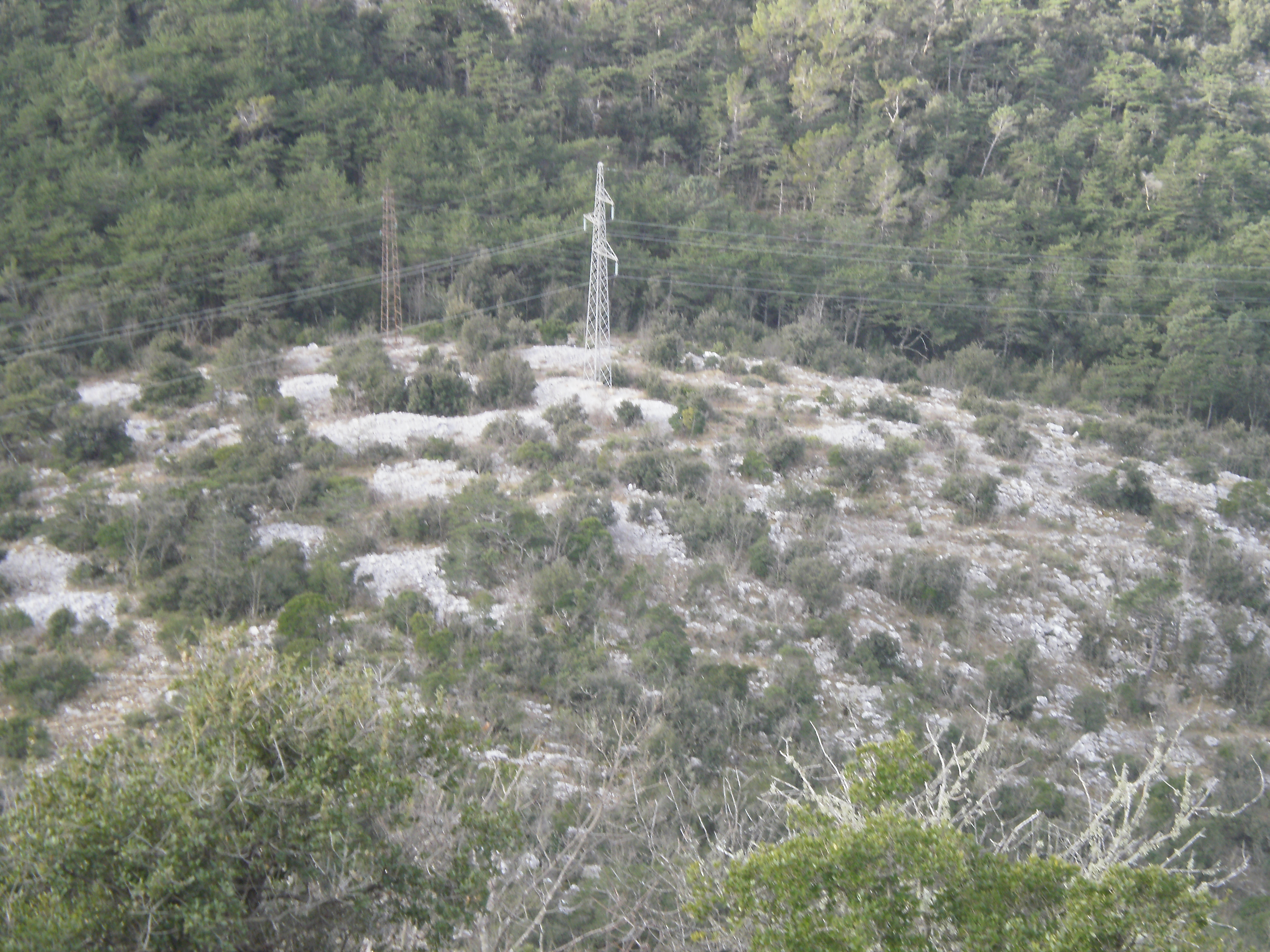
Gravhögar vid Zakotorac

Det finns tusentals tumulus i Kroatien, högar oftast byggda av sten (svenska rösen på kroatiska: gomila, gromila) i karstområdena vid Adriatiska havet. På inlandets slätter och kullar är de byggda av jord ( svenska hög, kroatiska: humak, humcima) . De flesta av dessa förhistoriska gravar byggdes från 2000 f.Kr. till Kr.f. alltså från mellersta bronsåldern till slutet av järnåldern, av illyrierna eller deras direkta förfäder. I Limburien ett område vid Adriatiska havets kust tillämpade ett gravskick med helkroppsbegravningar av döda under hög/röse från äldre tider redan under kopparåldern.  Men även efter illyriernas försvinnande användes högar för att begrava avlidna i minst tusen år till.  Gravhögarna är oftast runda eller elliptiska. De omges ibland av en ring av flata stenar eller en kallmurad stenmur. Mindre högar användes som gravar, medan större, de största upp till 7 meter höga med 60 meter lång bas oftast var kenotaferna det vill säga tomma gravar och användes som rituella platser.
Högen Maklavun är speciell då den ingång eller hall (dromos) och en gravkammare (tholos). Det finns indikationer på att ingången till dromos är orienterad mot vintersolståndet. Det rör sig om ett röse (cairn) av megalitisk sort med en större gånggrift (passage grave) med gång. Kammarens tak är nu raserad. Gravhögen byggdes möjligen under tidig bronsåldern eller neolitisk tid.  Gravhögen hotas av brytningen närliggande stenbrottet.
Guldåldern för högbyggnationer i dagens Kroatien var med största sannolikhet äldre järnålder.  Forskning visar att det var främst i norra Kroatien från cirka 750 till cirka 300 f.Kr., som det byggdes särskilt stora högar avsedda för begravning av framstående medlemmar av vissa stammar i området. På grund av högarnas storlek, men också på de rikedomar av föremål som har hittats i sådana högar kallas de ofta furstegravar. Det finns ortnamn bevarade "Kneževo brdo" (prinsens grav), som pekar ut platser där storhögar tidigare var belägna innan de förstördes.
En grupp på minst 20 gravhögar hittades på Papuks sluttningar, inklusive en prinsgrav. 14 av dessa högar började utforskas för cirka 30 år sedan bland dem högen "Kneževo brdo", och fortsattes sedan från 2001. Föremål som hittades i gravarna från denna arkeologiska plats daterar den till äldre järnålder eller Hallstattsperioden, från cirka 800 till 400 f.Kr. Stengravarnas konstruktion är intressanta, i två av högarna påträffades rektangulära gravkammare. En hög innehöll två typer av föremål, manliga och kvinnliga, och analys av askan visade att den inte bevarade mänskliga kvarlevor, utan bara djur. Arkeologernas tolkning blev att det var en rituell begravning av en person som dött i frånvaro från sin hembygd, och att begravning då varit en rit av offerkaraktär. 
Budinjak i Žumberakbergen, har över 140 gravhögar. Utgrävningar av gravfältet fram till 2006 och efteråt ordnades en pedagogisk utflyktsled på platsen. I Budinjak hittades nästan 3000 år gamla gravar från äldre järnåldern, och på kullen Gradina ovanför gravfältet, fanns en bosättning från samma period. i 20 bedrevs forskningen i Budinjak, och fynden var rika och talrika. Det gäller särskilt den så kallade prinsgraven, som var 2 meter hög, 3,5 meter djup och 20 meter i diameter.  2006 hade omkring 50 högar grävts ut, en tredjedel av höggravfältet i Budinjak. Lantmätare registrerade gravfältet noggrant efter uppmätningar av gravfältet. Efter utgrävningen bearbetades de insamlade fynden och studerades keramik, metall, ben, växtrester och liknande av olika specialister. 
I Karlovac-regionen finns flera riktigt stora gravhögar till exempel de sedan länge kända, bara delvis utforskade högarna nära Bosiljevo. Historikern Radoslav Lopašić skrev om högarna 1895 i boken Kupas och Koranas öga: "Förhistoriska antikviteter bevisar att basilikaregionerna har varit bebodda sedan urminnes tider: en stor hög applicerad av människohänder nära byn Hrsine, tre sådana högar på höskalet nära byn Korenić, ...". Högen i byn Krč Bosiljevski i Hrsina är cirka 6-7 meter hög och cirka 50-60 meter lång. Den har en långsträckt, ellipsoid form och kantas av åkermark längs kanterna. I högen har hittades fragment av keramik från lasinjakulturen.

### Polen
I Kujavien i Polen har de flesta långhögarna hittats i centrala delen av regionen kallat Kujaviska floddistriktet mellan de sanka markerna vid Notéc floden i väst och den mindre Lubraniec floden i öster. Långhögarna i Kujavien upptar ett dominerande område av trattbägarkulturen i denna region. Spridningen av långhögar är inte jämnt spridd  utan bildar koncentrationer längs flodstränderna eller sjöstränderna, varav floddalen till floden Zglowiaczka är ett bra åskådningsexempel vilket också stränderna till floden Gluszyn. Andra långhögar ligger på upphöjda marker av sanka ängslandskap mellan floderna.  Sarnowo komplexet – en grupp av långhögar, ett boplatsområde och en flatmarksgravplats – ligger exempelvis på en något sandig, naturlig upphöjning i en relativt flack omgivning. Långhögarna ligger på en kant av en terrass cirka 4-5 m över floddalen och ca 600 m söder om floden Zglowiaczka (Midgley 1985:35). Geomorfiska studier av kujaviska gravplatser saknas generellt var de placerade i denna typ omgivningar. Att de kujaviska gravhögarna ligger i lågtliggande, sanka omgivningar deras landskap är nära knutet till vatten. klargör att vatten varen viktig faktor vid valet av deras placering.  Gravfältet vid Sarnowo låg över en övergiven boplats. Långhögen vid Gaj hade samma läge- Under en gravhög vid Sarnowo hittades plogspår troligen från kulturell plöjning. Gravfält med kujaviska långhögar bestod av flera olika monument, en komplicerad struktur med kujaviska långhögar, flatmarksgravar, strukturer efter kultaktiviteter av olika slag och runda gravhögar. Långhögarnas placering på  gravfältet påminner om  hus i de sena bandkeramiska byarna. I Kujavien kan förstås genom en jämförelse mellan långhögarnas placering på gravfältet Sarnowo med husen på boplatsen vid Brześć Kujawski. Dessa  lokaler ligger på cirka 15 km avstånd och kan ha varit samtida. 
Agnieszka Matuszewska vid universitetet i Szczecin undersökte flera gravhögar nära Dolice tillhörande trattbägarkulturen. 18 gravhögar av hittades med hjälp DTM och Lidar. Gravhögarna var 3 meter höga, hela 150 meter långa och 6 till 15 meter breda och omgivna av stenar. Liknande långhögar har hittats i Ploszkowo,  Wietrzychowice och som visav ovan i Sarnow.
I Kraków finns fyra berömda gravhögar från senare tid Gravhögen i Krakus, Gravhögen i Kościuszko, Piłsudskis gravhög, och Wandas hög.

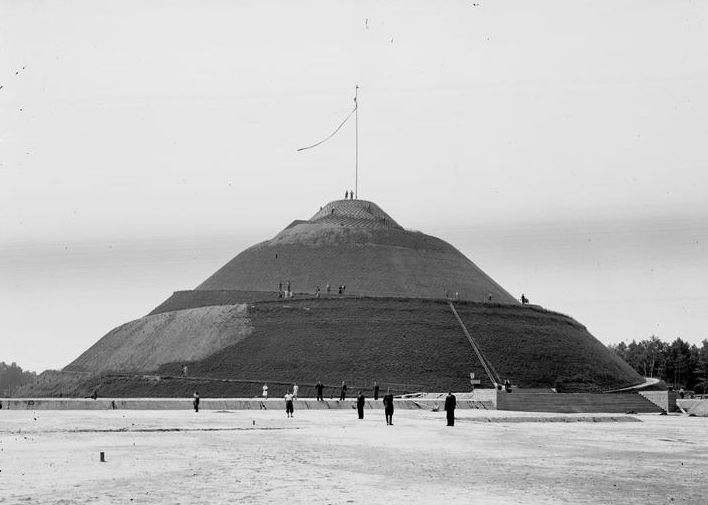
Piłsudskis gravhög.
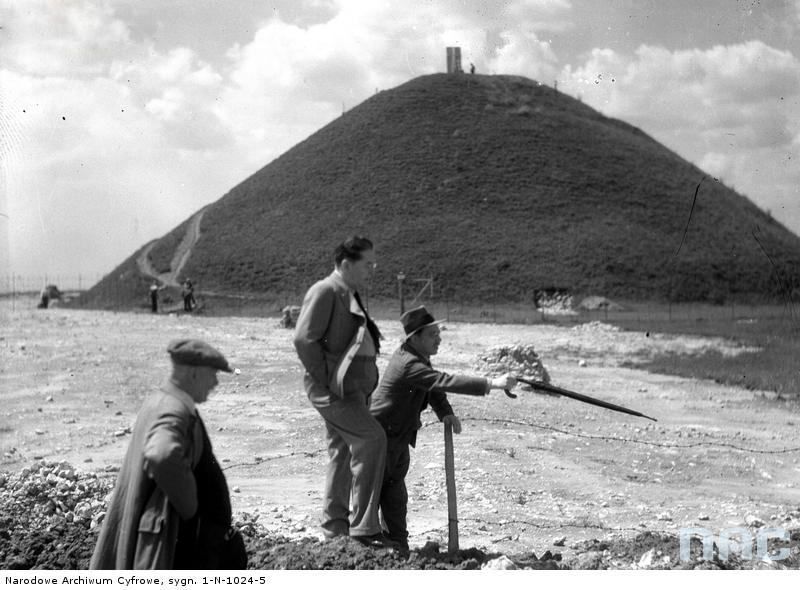
Gravhögen Krakus, från utgrävningen 1932.
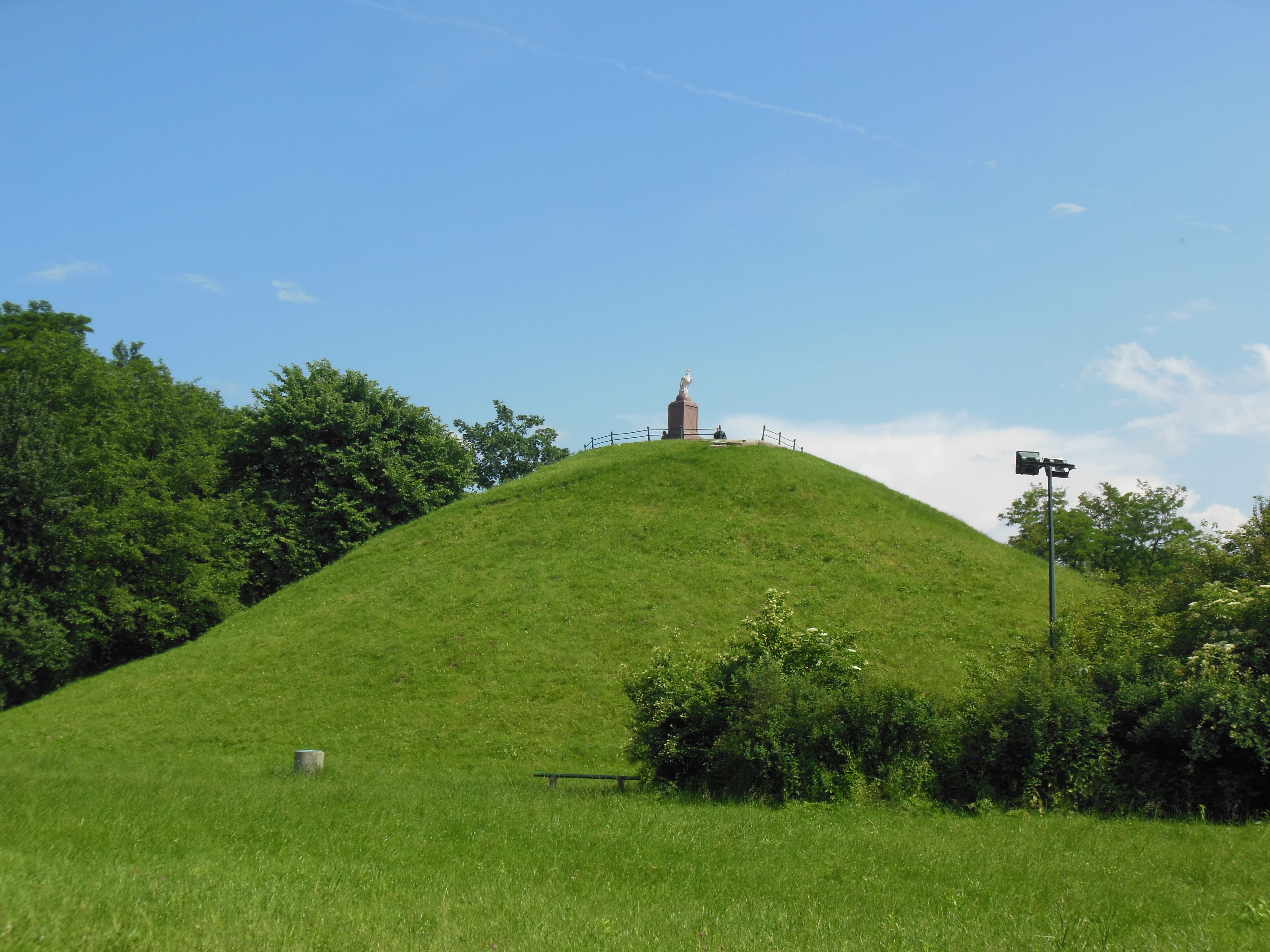
Wandas gravhög
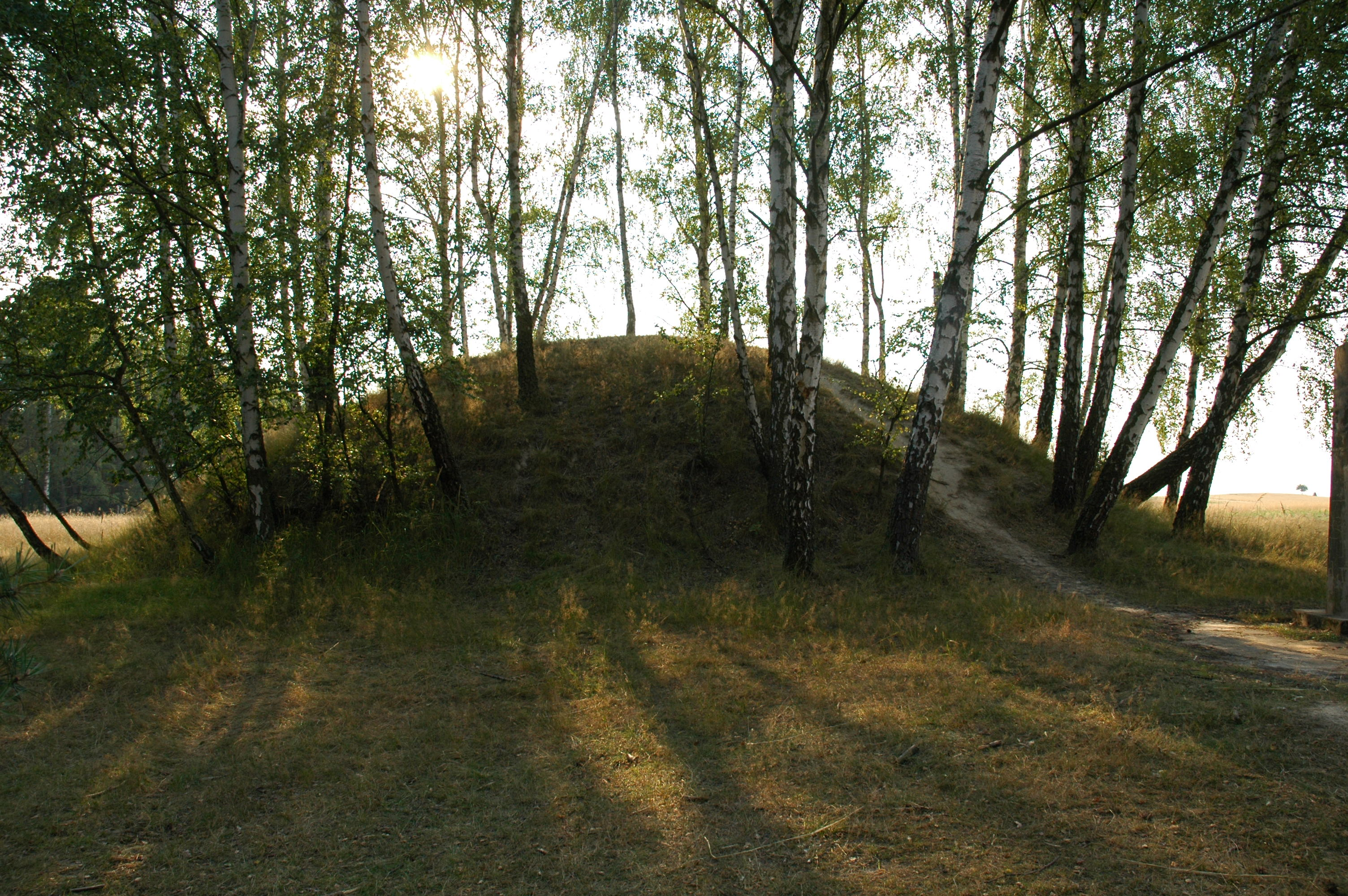
Gravhög från Przeworskkulturen i Polen.
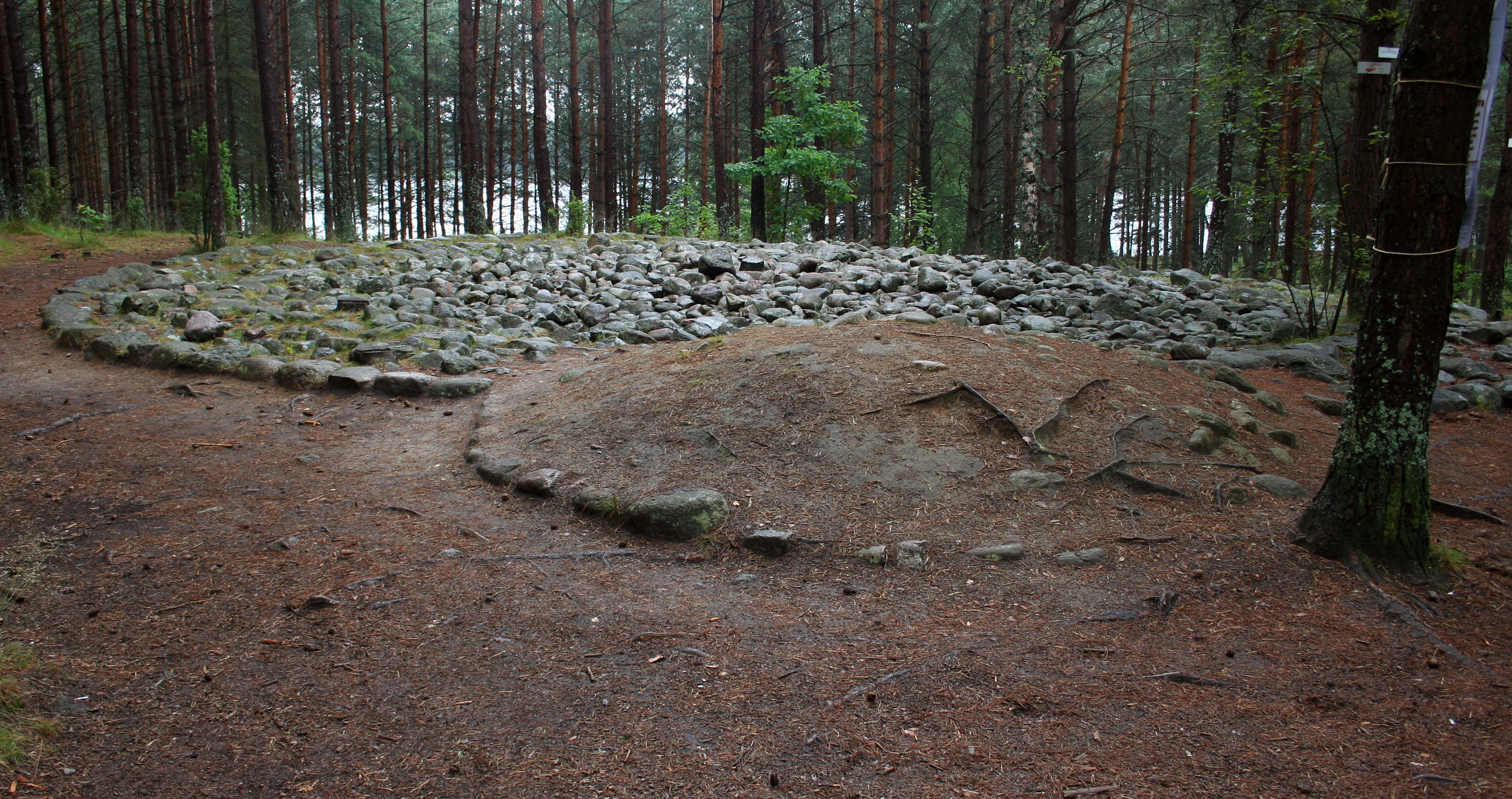
Gravhögar från  Wielbarkkulturen vid Węsiory, enligt svensk terminologi stensättningar.

### Storbritannien och Irland
Gravhögar finns i Storbritannien och på Irland. Några av de mera kända är världsarv. Silbury Hill, som är listad som ett världsarv, är lika stor som de mindre pyramiderna i Giza. Trots undersökningar har man ännu inte funnit några säkra spår efter en grav i högen. Den likaledes världsberömda Newgrange på Irland är en av gravarna gravkomplexet vid floden Boyne i grevskapet Meath och är också ett världsarv. Gångriften (Passage grave) Maeshowe uppfördes på ett sådant sätt att ljuset från den uppgående solen skiner genom gången tre veckor före och tre veckor efter årets kortaste dag  den 21 december och lyser upp baksidan av den centrala kammaren. Maes Howe finns också med på världsarvslistan.

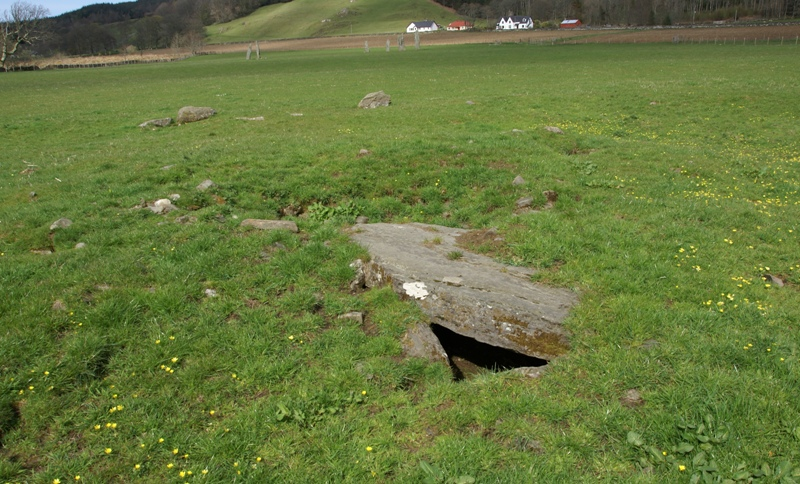
Graven vid Ballymeanoch.

En mindre känd gravhög byggdes i ett hengemonument  Ballymeanoch i den skotska regionen Argyll and Bute belägen 2,5 kilometer söder om Kilmartin.  Ballymeanoch har lämningar från ett neolitiskt landskap i form  av ett henge, och två rader av resta stenar samt en senare anlagd gravhög från tidig bronsålder. Monumenten i Ballymeanoch brukades under perioden från 4000 f.Kr. till 1500 f.Kr. Hengen och de resta stenarna (Standing Stones) var de första som byggdes på platsen. De olika gravrösena som hittats i Ballymeanoch tillkom senare. Omkring 2000 f.Kr. grävdes två gravar i cirkeln. Gravarna hade en toppsten över vilken en liten gravhög (röse) troligen restes. Toppstenen kan fortfarande ses. I en av kistorna hittades en bägare från äldre bronsåldern.

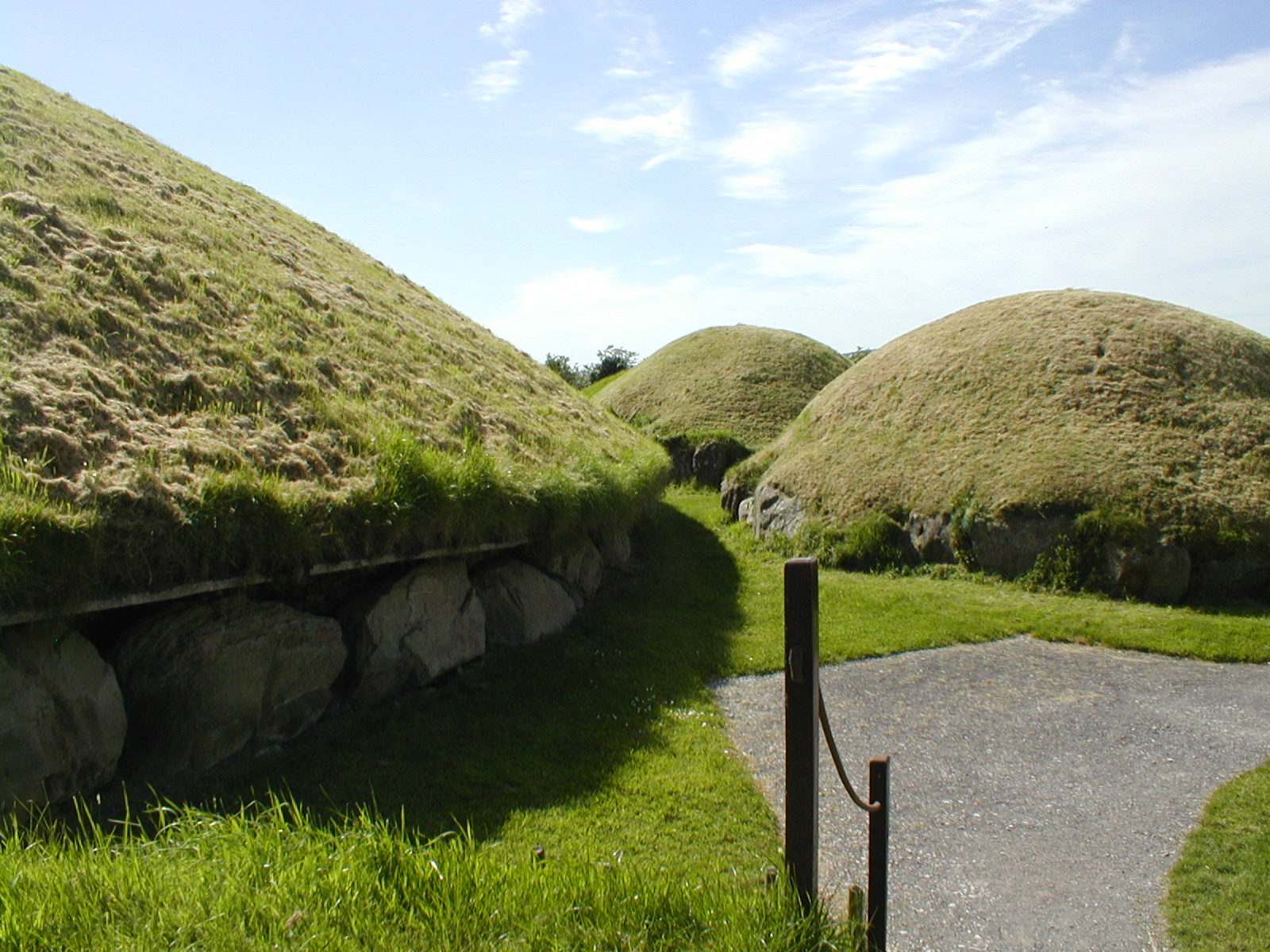
Gravhögar vid Knowth,vid Boynekröken Irland.

Nära Grianán of Aileach i grevskapet Donegal fanns en gravhög, som historikern och arkeologen George Petrie i början av 1800-talet menade, kunde vara många århundraden äldre än Aileachs ringborg, möjligen från neolitisk tid. Omgivande stenar lades horisontellt och strålade samman mot mitten. Högen hade grävts ut på Petries tid utan klargörande fynd men högen förstördes senare. Liknande högar fanns vid Tarakullen. Gravhögarna vid Boynkröken i grevskapet Meath är världsberömda.

### Tyskland
Många gravhögar har registrerats i Tyskland, bara i Mecklenburg-Vorpommern har 4978 enskilda hügelgräber och 81 gravfält med höggravar med cirka 1270 gravhögar hittats. Gravhögarna hade en stark inverkan på landskapsbilden  på den nordtyska slätten från Nederländerna till mynningen av Wisla, eftersom gravhögar uppfördes i vissa områden i under mer än 4000 år. De gamla gravhögarna präglade det förhistoriska landskapet i tusentalet år. Gravhögarna växte på höjden genom efterbegravningar då högen utökades, tills högarna slutade användas och sen föll kunskaperna om högarna i glömska. Landskapen i norra Europa har sannolikt dominerats av dösar, menhirer, cirkulära samlingsplatser och gravhögar från brons- och järnåldern. Gravhögarna minskade av naturliga orsaker då grästorven i högarna bröts ner eller genom mänsklig påverkan. Det var först genom den intensiva plöjningen av åkrarna i Europa som de flesta av dessa gravhögar jämnades med marken igen. Åkrarnas plogar skar in i högarna och höga kanter rasade samman och så plöjdes åter in i den nedrasade kanten. Till slut blev högen helt överplöjd och dess nivå jämnades ut. Vissa gravar föll också offer för kusterosion, andra skadades av gravplundrare eller avlägsnades helt. Många gravhögar och gravfält med högar finns ändå kvar då gravhögar var ibland mycket stora anläggningar som inte så lätt  tas bort.
Många föremål i antikhandeln och i museisamlingar kommer från gravhögar. Särskilt i Östeuropa i dakiernas och trakernas forna land, men också i Ryssland, är plundringar av gravhögar en stor kulturförlust. I Tyskland försvann många gravhögar med deras kvarlevor, av ren okunnighet om deras betydelse, under de senaste 200 åren. De preussiska kungarna främjade jordbruket utan hänsyn till kulturarvet. Tysklands gravhögar är i modern tid ofta osynliga vilket leder till en stor underskattning av mängden av gravhögar som tidigare ha funnits. Genom flygarkeologin har dessa anläggningar återupptäcks. Det stora antalet gravar från olika kulturer i slutet av yngre stenåldern och i början av bronsåldern i området av centrala Tyskland och på den nordtyska slätten är tydliga bevis på att uppfattningen om få gravar måste omprövas. Tyska och skandinaviska forskare arbetar hårt för att återge de försvunna gravhögarna sin plats i historien åter.

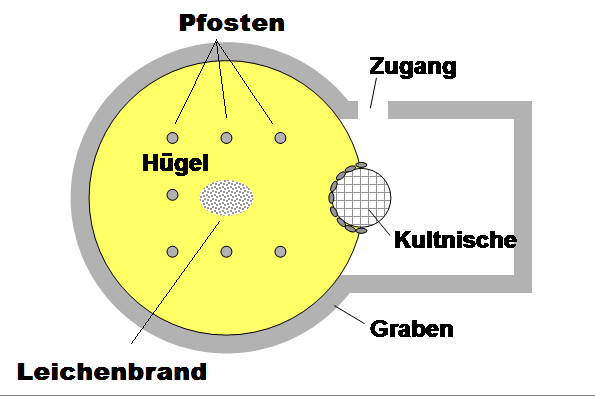
Nyckelhålsgrav.
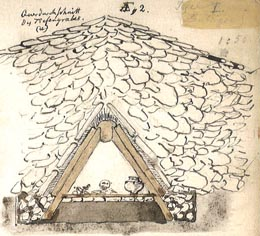
Teckning av furstegraven i Leubingen, 1877.

I början av bronsåldern var gravhögar den typiska begravningsformen för eliten i Aunjetitzkulturen. Enastående exempel är Bornhöck nära Raßnitz, Leubingens furstegrav och Helmsdorfs furstegrav. Högarna blev sedan helt dominerande i hügelgräberkulturen under mellersta bronsåldern. Gravhögar byggdes av olika lokala kulturgrupper under bronsåldern från Karpaterna till Rhenlandet. I norra Tyskland är gravhögar från brons- eller järnåldern oftast omgivna av ett dubbelt cirkulärt dike, eller uppförda som gravhögar med nyckelhålsdiken, till exempel Plaggenchale gravfält nära Osnabrück. Under tidig bronsålder (1 800 - 1 000 f.Kr.) byggdes 100 till 150 gravhögar årligen. Bronsålderns största gravhög i norra Tyskland är Dobberworth nära Sagard på ön Rügen med en höjd av 15 meter, en diameter på 40 meter och en volym på 22 000 m³. Gravhögar är av mycket olika storlekar från 1 m till över 30 m eller mer, tolkats som beroende på den begravda personens betydelse.  De låga kullarna ligger ofta på gravfält som Mansenberge, Männige Berge i Emsland eller Pestruper Gräberfeld i Wildeshauser Geest. 
Rika gravhögar är kända som Fürstengrab eller Fürstinnengrab. I början av järnåldern under Hallstatt-perioden anläggs mycket stora gravhögar som Magdalenenberg nära Villingen-Schwenningen daterad till Hallstatt-D1, dendrokronologiskt daterad till slutet av 700-talet f.Kr. Denna gravhög har en diameter på 100 meter och en höjd av 10 meter. Förutom den centrala primärgraven hittades 126 andra gravar här med rester av 136 personer.Enligt folksagor byggdes denna gravhög av en jätte. I folksagor har gravhögarna ibland minne. Vissa gravhögar är kända under namn som Mansenberge och Männige Berge, enligt folksagor är män och/eller tomtar bosatta i dessa högar.Hochdorf an der Enz är också från Hallstatt-perioden (D1). Gravhögen 1 i Frankfurts stadsskog innehöll över 20 gravar från bronsåldern HallstadtB till Hallstatt D. Den keltiska furstegraven i Glauberg är också en av de mest imponerande gravhögarna från denna tiden. Gravhögar anlades också i det sena romerska riket.
Pestruper Gräberfeld är den största brons- och järnåldersnekropolen i Centraleuropa. Gravhögar uppfördes i Tyskland också under tidig medeltid. I Mecklenburg-Vorpommern är 132 gravhögar och 5 gravfält med högar kända från den så kallade Slawenzeit (600–1200 e.Kr).
Gravhögarna som innehåller en urna, främst i östra Niedersachsen benämns Buckelgrab. Välkända Buckelgravfält har hittats nära Lüneburg  och på Lüneburger Heide nära Bad Bevensen. I nordvästra Tyskland finns gravhögar med nyckelhålsform (de Schlüssellochgraben). I några fall har statyer hittats som satts upp på eller runt gravhögen. Det fanns fyra statyer runt prinsens grav i Glauberg och på gravhögen i Ditzingen fanns förmodligen också en staty; krigaren från Hirschlanden. Bronsålderns största gravhög i Nordtyskland är Dobberworth vid Sagard på önl Rügen med en höjd på 15 meter och en diameter på 40 m och en volym på 22 000 m³. Enligt Meyers Großes Konversations-Lexikon är det dock en megalitgrav.

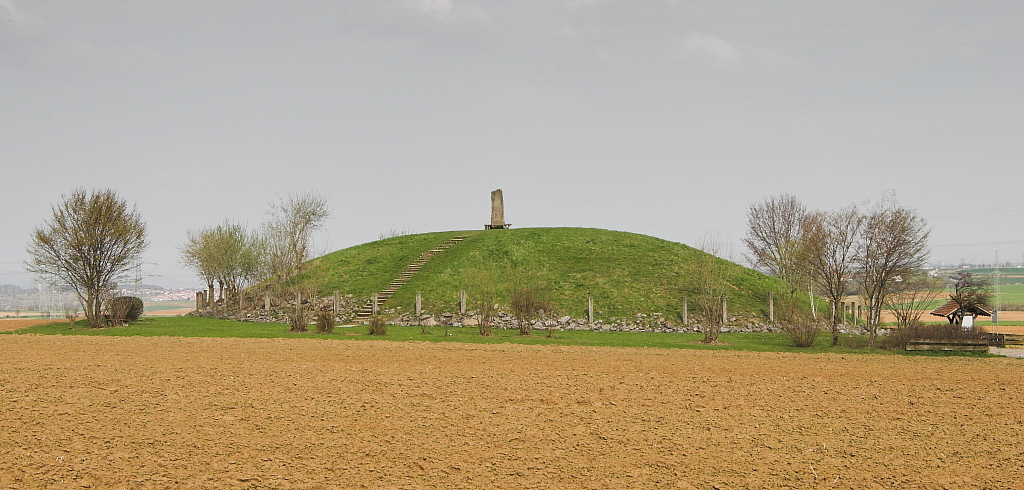
Gravhög vid Hochdorf an der Enz.
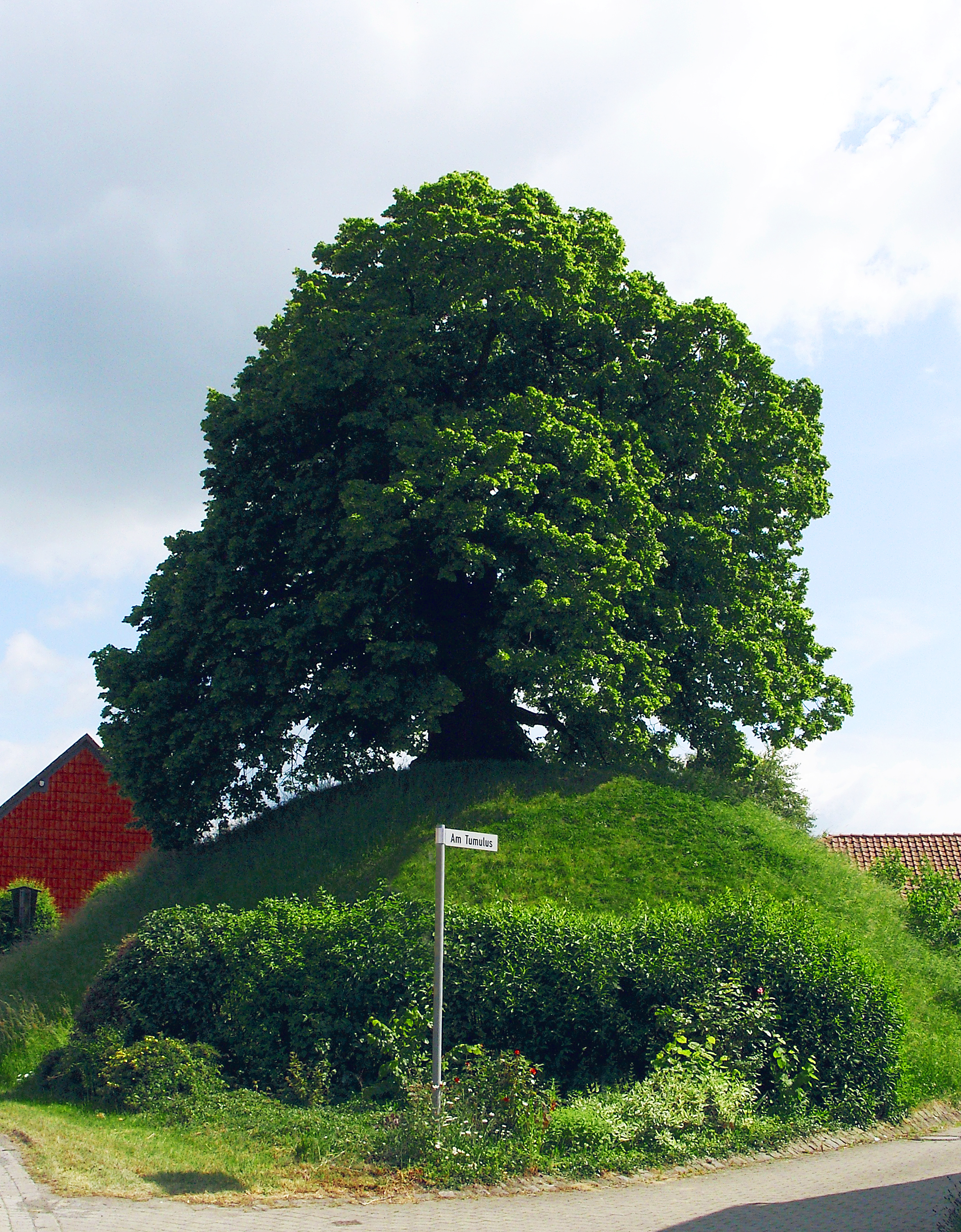
Gravhögen vid Evessen, Landkreis Wolfenbüttel.
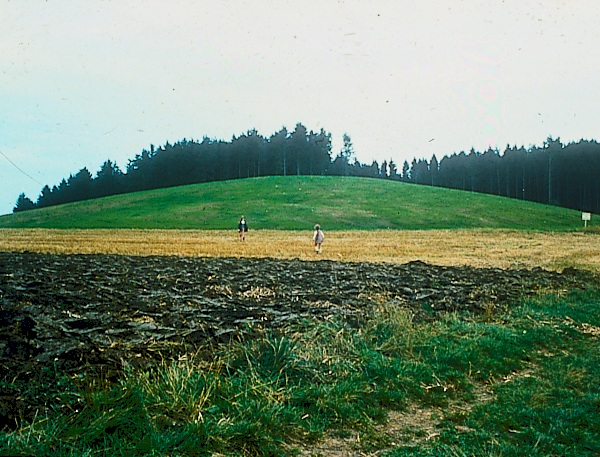
Gravhögen Magdalenenberg.
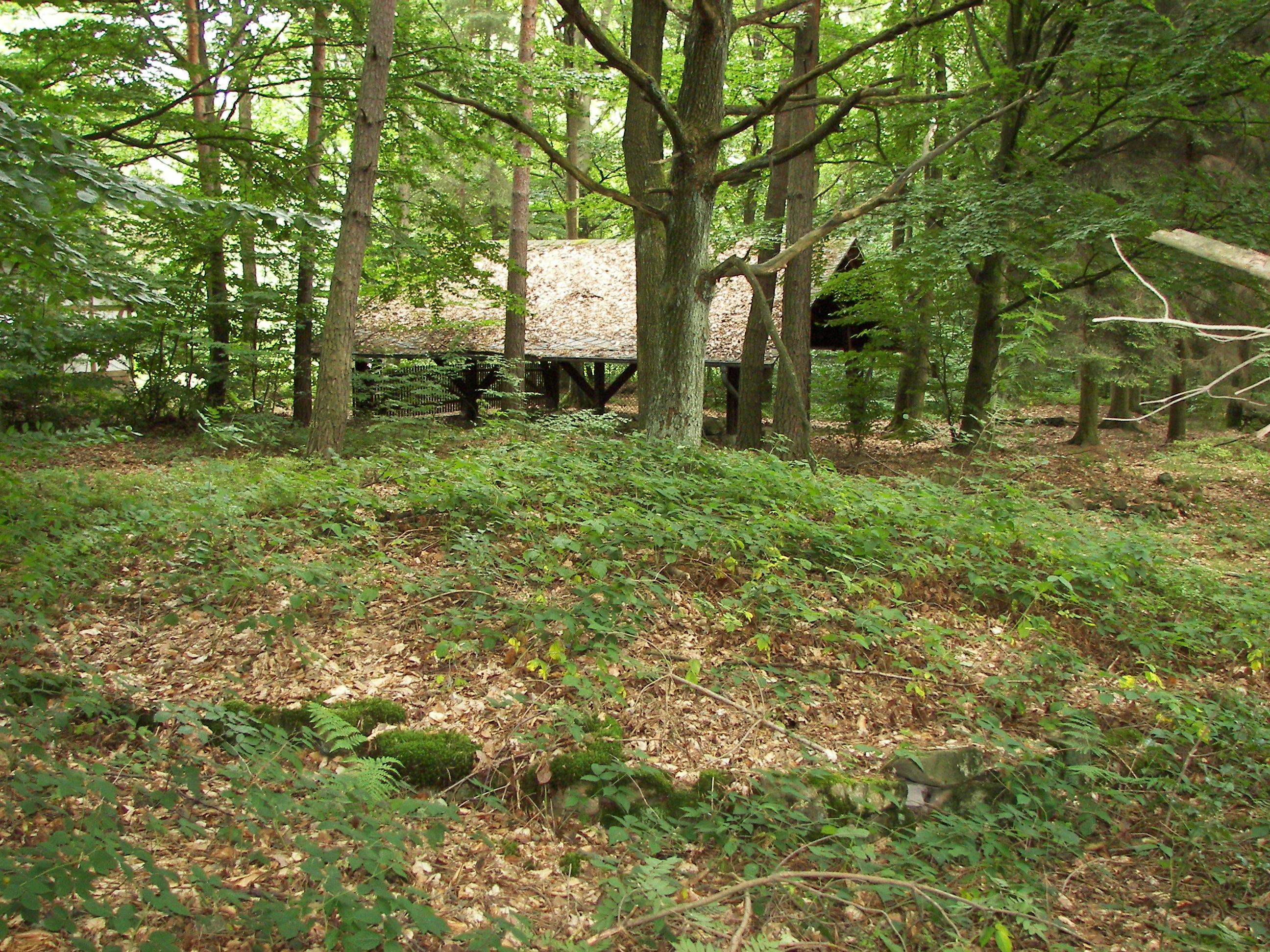
Gravhög i botaniska trädgården i Marburg från yngre bronsåldern.
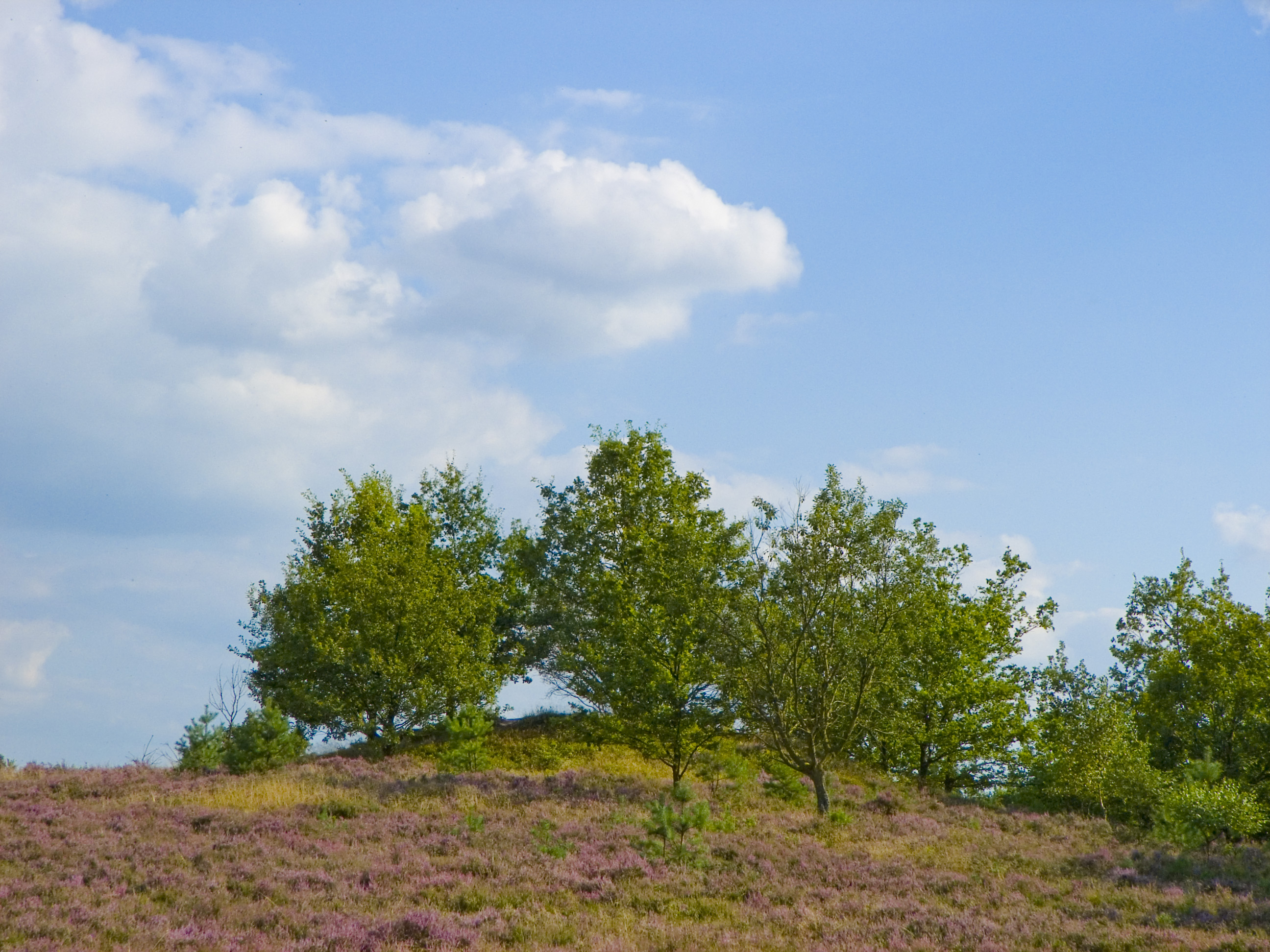
Fürstengrab på Lüneburger Heide vid Haverbeck.
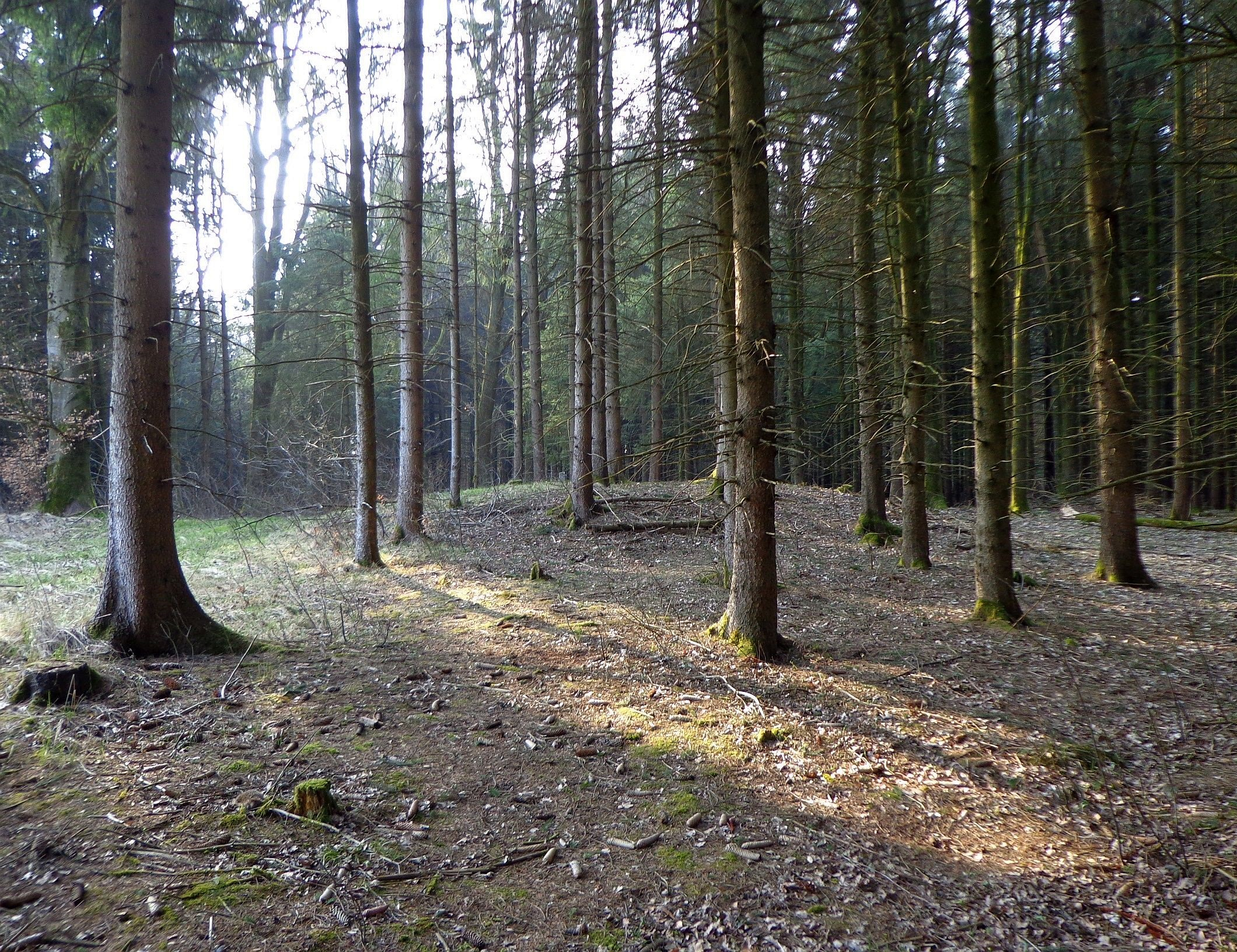
Gravhög från sen Hallstattkultur i Lindetwald, St. Florian am Inn.
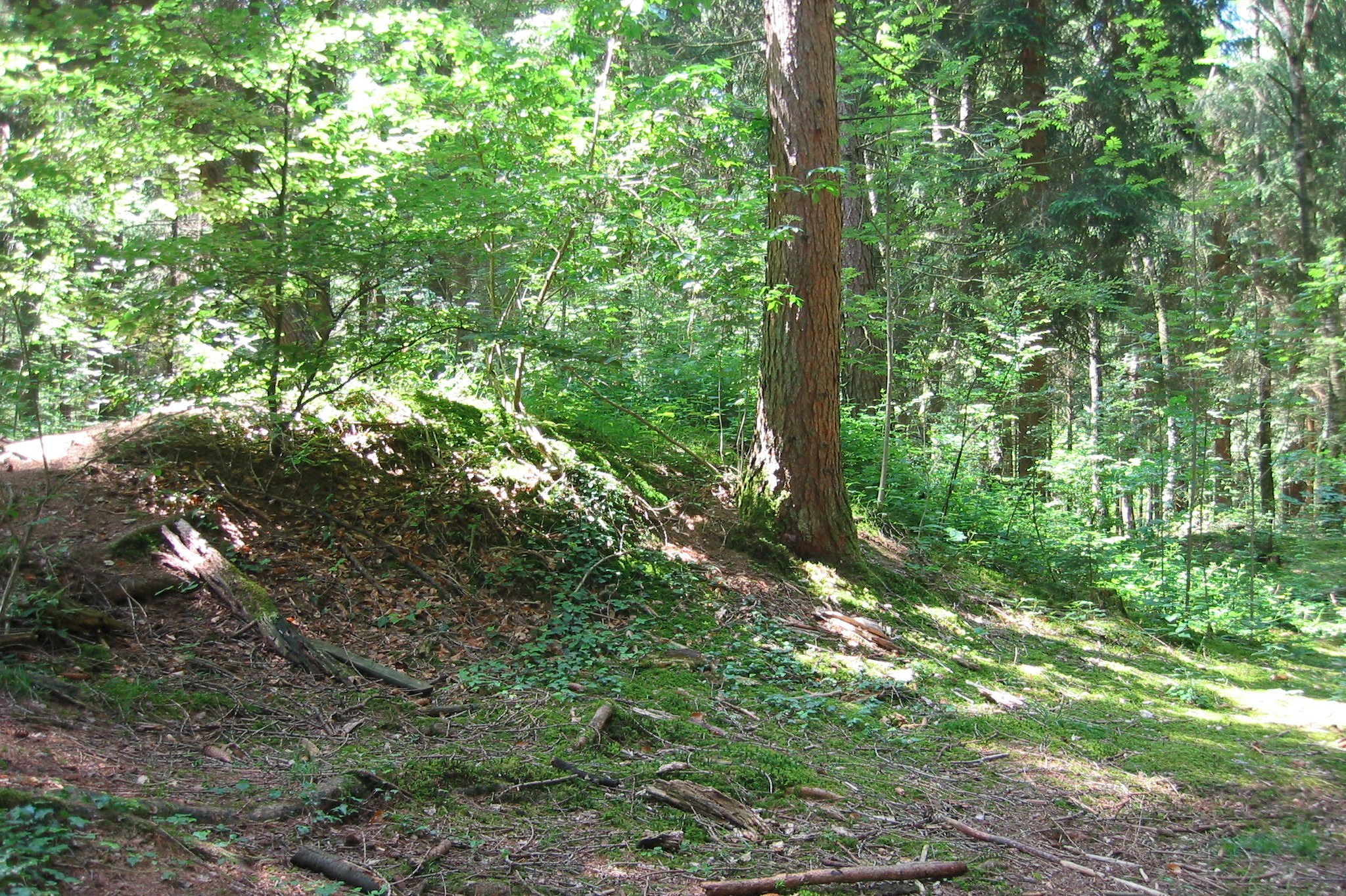
Gravhög från Hallstattid, Stockdorf.
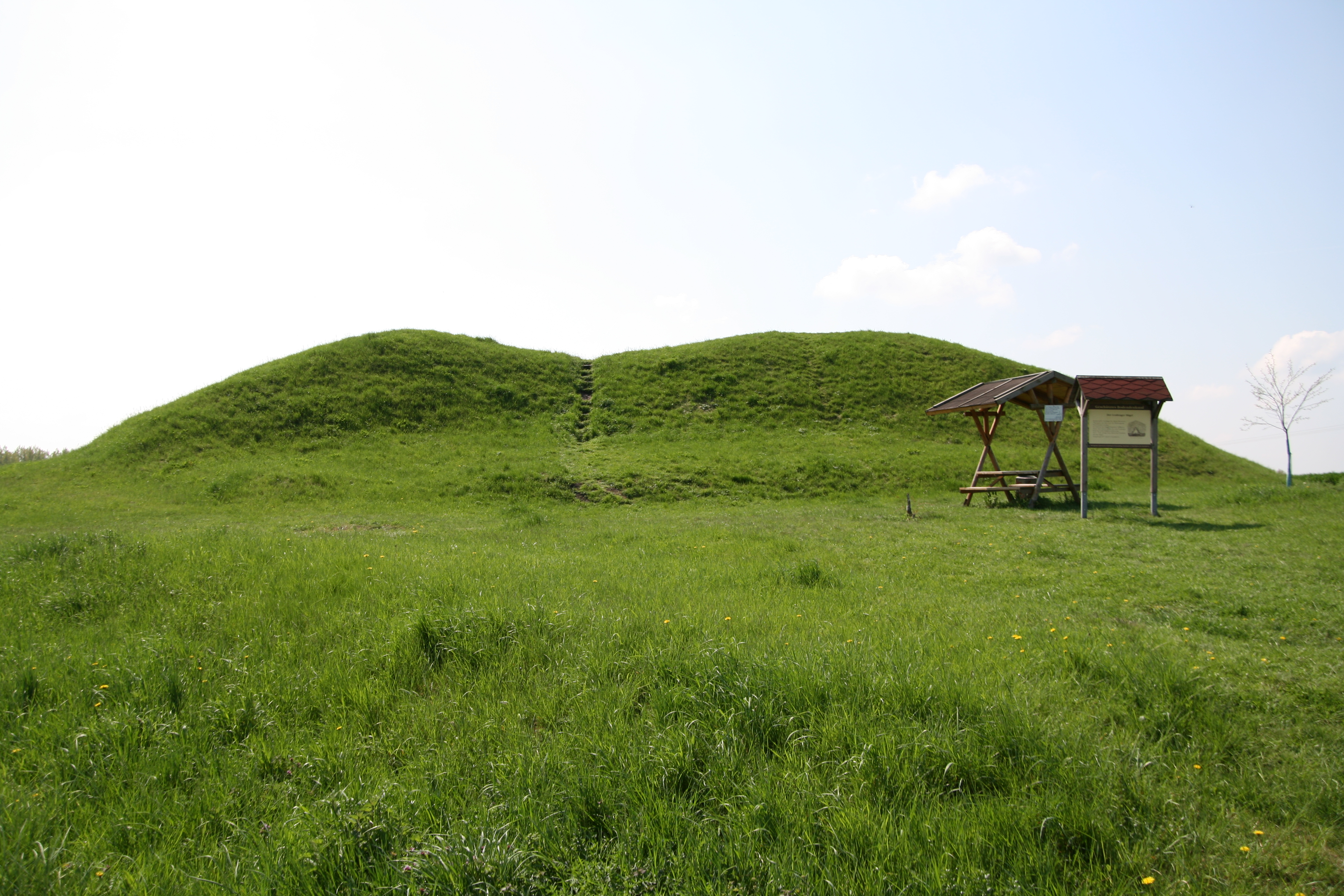
Furstegraven i Leubingen.

### Ukraina

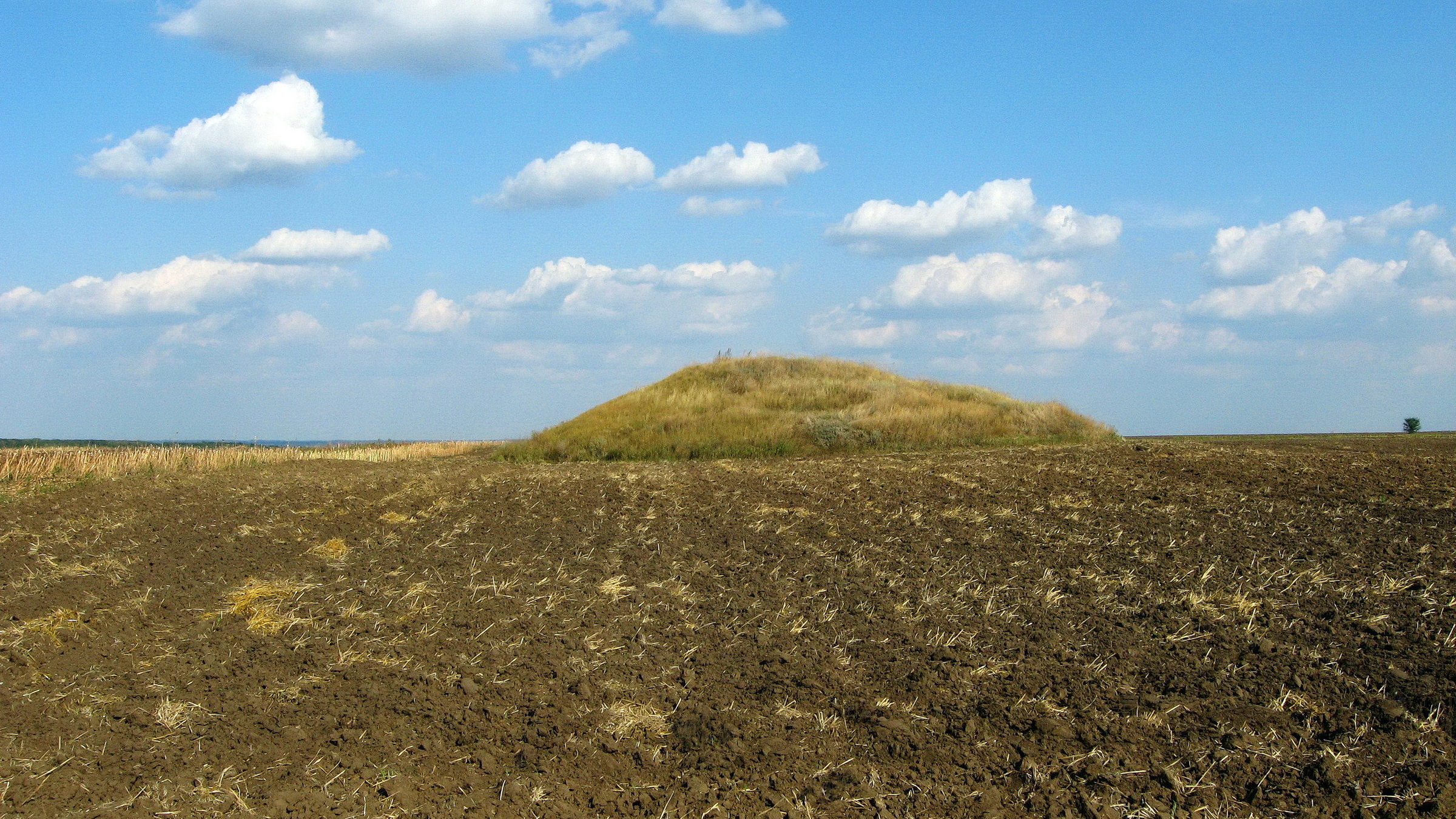
En hög mitt på ett fält. Zaporizjzja oblast

Enligt den etymologiska ordboken för det ukrainska språket är ordet kurgan lånat från det polovtsiska språket kurgan, som betyder: fäste, bulkvall, fästning, hög grav. Ordet är besläktat med det persiska ordet gurxane, som i sin tur härstammar från gur – grav och xane – hus. Enligt det etymologiska lexikonet för det ukrainska språket är ordet mohyla av protoslaviskt ursprung mogyla, som betydde hög. 
Ofta har man ansett att ju större kullen är, desto högre ställning och ära för den begravde högen. I Ukraina finns mest kimmeriska, skytiska och sarmatiska gravar. Gravhögarna byggdes vanligtvis  halvsfäriska eller koniska upp till 20 m höga. Gravkamrarna blev underjordiska på grund av skapandet av en artificiell hög ovanför.  Undantagsvis byggdes gravkammaren efter att gravhögen byggts med hjälp av en tunnel.
Ukraina i regionen norr om Svarta havet finns gravhögar koncentrerade. Det första kända omnämnandet av gravarna på stäpperna vid Svarta Havet gjordes redan av Herodotos på 500-talet. I sin Historia skriver han att lokalbefolkningen visade honom en stor grav vid Dnestrs mynning, där de sista kimmeriska kungarna enligt legenden begravdes. Trots skattjägarnas stora intresse för  gravarna  omnämns gravarna sällan under medeltiden. På sextonhundratalet beskrev den turkiske resenären Evliya Çelebi (1611–1682)  några av Ukrainas gravar, bland annat den så kallade Suleimans kulle, från vars topp han kunde se hela den turkiska armén.
I Kemi-Oba-kulturen begravdes de döda under gravhögar, ofta med en ganska komplex struktur, med omfattande användning av sten och trä. Runt den centrala strukturen, ibland på något avstånd, konstruerades en stencirkel och det hela täcktes med jord. Ibland placerades en antropomorf stele eller vertikal långsträckt sten (menhir) på kullen, möjligen för att hedra viktiga personligheter.

#### Forskning
Pionjären i den polska nationella befrielserörelsen, historikern Joachim Lelewel (1786–1861) inledde studiet av det slaviska kulturella arvet. Som student skrev han
Vårt hemland ligger i graven. Vi... måste arbeta för att störta kullen som är hopad över den och för att föra ut askan av Fenix, vårt fosterland, som ligger nedanför.
Gravar nämndes också i flera arbeten av Alexander Pusjkin och Adam Mickiewicz.
En idén om att beskriva och mäta alla större gravar lades fram 1818 av polske vetenskapsmannen Z. Khodakovsky. Ett mer detaljerat program för studier av gravar i det stora området från Donau till Volga utarbetades och presenterades 1837 för Sällskapet för historia och antikviteter av den ryske etnografen V. V. Passek (1808–1842). Han ville öppna en ny väg för historisk forskning om de århundraden för vilka det inte finns några uppgifter. I mitten av beskrevs och karterades högarna. Befolkningen i Ukraina hade betraktat gravarna som kosackgravar, men forskare hade andra förklaringar av högarna. De menade att de var defensiva strukturer, observationsposter, bestämningsfaktorer för kardinalpunkterna, forntida helgedomar, tempel och så vidare. Undersökta gravarna var alltid brantare på en sida och den branta sluttningen var vänd mot norr. Senare konstaterades att detta fenomen inte var skapat av människan, utan naturligt. Södersidan hade snabb snösmältning ibland flera gånger per år, vilket orsakade erosion och jämnade ut södersluttningen. Under årtusendena hade gravhögarnas sluttningarnas lutning och högbasens form förändrats.
Generalen och arkeologen A. S. Uvarov (1825–1885) utförde de första utgrävningarna av gravar vid Svarta havet i början av 1850-talet. Under andra halvan av 1800-talet börjar en massiv utgrävning av gravar i Ukrainas. Fynden ansamlas i museerna i det ryska imperiet. Professor Dm. Y. Samokvasova (1843–1911) gjorde flest utgrävningar mer än 500 gravar. Efter Samokvasovs grävningar återställdes de stora gravarna. Detta var början på en restaurering av gravar i världen, som tyvärr bara fick liten spridning.
Professor  M. I. Veselovsky (1848-1918) gjorde under de sista decennierna av 1800-talet storskaliga utgrävningar av de skytisk-sarmatiska gravarna på de ukrainska stäpperna. Hans fynd fyllde Eremitagets bildade en bas för studiet av den skytisk-sarmatiska världen. Utgrävningarna av gravar från bronsåldern genomfördes av V. A. Gorodtsov (1860–1945) i början av 1900-talet främst i provinserna Charkov och Jekaterinoslav. 187 gravar undersöktes. Analysen av grävningarna gjorde att forskaren kunde identifiera de arkeologiska kulturerna Yamnaya, Katakomb och Log, som avlöste varandra i området. Denna beskrivning av de arkeologiska kulturerna i den antika världen har vunnit erkännande i världen.
Under 1900-talet har hundratals stora gravar på de ukrainska stäpperna studerades i detalj. 1924 undersökte D. I. Yavornytsky (1855–1940) gravarna från bronsålderns katakombkultur. Ukraina har bebotts av förkimmerer, kimmerer, skyter, sarmater, goter och slaver. De flesta av gravarna på de ukrainska stäpperna är från för- och kimmerisk tid  3-2 tusen år f.Kr. Det finns också många skytiska gravar men  färre sarmatiska gravar. Gravar från senare nomader från 900- och 1200-talen e. Kr som petjeneger, polovtsier.
Under modern tid har insatser för att bevara högarna gjorts i Ukraina.

### Ungern
Det finns över 40 000 högar av typen tumulus på den stora ungerska slätten. De har olika ursprung och han var teller, bosättningshögar, gravhögar men också gränsmarkeringar och högar för bevakning av landskapet.
De östeuropeiska kurganerna var oftast gropgravar, och efter gravsättningen restes en hög ovanpå. Kurganer dominerade den eurasiska stäppen mellan Karpaterna och Bajkal under tiden från cirka 3000 f.Kr till tiden e.Kr. De är associerade dem med indoeuropeiska, främst indo-iranska folk som kimmerer, skyter, sarmater under de sista 1000 åren f.Kr. Kurgangravar i Karpaterna i Ungern kallas kunhalmer, och minnet av kurganer bevaras av flera ortnamn, t.ex. Százhalom, Korány (kurgan). De finns för det mesta ensamma i terrängen, men ibland leder en asfalterad väg fram till dem. Storleken på graven har tolkats bero på vikten hos den begravda  i högen. Vissa  högar blev 20 m höga och de största är mycket stora upp till 300 meter i omkrets.
Gravarna anlades ibland under jord medan andra gravar byggdes direkt på markytan. Gravkammaren byggdes av trä, och jord staplades på träramen och bildade en konstgjord hög. I kurganer finns ibland fler än en person gravsatta. Särskilt de första kurganerna var familjers kollektiva gravar. Det byggdes hundratals kunhalmer i Ungern, främst på den stora slätten. Den största heter Gödény Mound, och  ligger i närheten av Békésszentandrás. Bosättningen vid Százhalombatta (betyder hundra högar) har också fått sitt namn från de omkring hundra gravhögar från järnåldern vid platsen. Av dessa gravar (nummer 115) har varit öppen för besökare sedan 1998.
Inotahögarna utmärker sig och de två gravarna, var och en cirka 25 meter i diameter, är daterade till första hälften av 100-talet e.Kr. Gravarna innehöll romerska föremål som är sällsynta i hela det romerska området: vagnsgraven återspeglade både romerska och keltiska traditioner, och muren omgav gravarna hade bevarats. Det fanns ett litet rum för kultfunktioner med dekorerande speciella väggmålningar.

## Moderna gravhögar
I Storbritannien har begravning i högar blivit modernt på nytt. 2015 byggdes den första långhögen på tusentals år, Long Barrow at All Cannings. Den är inspirerad av de långhögar  som byggdes under neolitikum. Den moderna långhögen utformades med ett stort antal nischer av sten- eller jord för att förvara urnor med kremeringar.
Sedan har flera liknande byggts Willow Row Barrow vid St Neots, Soulton Long Barrow vid Soulton i Shropshire. Högre markäng i Dorset och Warwickshire och fler planeras.